# Новокузнецк
Новокузне́цк (в 1618—1931 годах — Кузне́цк, в 1931—1932 годах— Но́во-Кузнецк, в 1932—1961 — Ста́линск; разг. — Ку́зня) — российский город областного подчинения в Кемеровской области — Кузбассе, административный центр Новокузнецкого муниципального района, в который не входит, образует Новокузнецкий городской округ.
Новокузнецк занимает первое место в Кузбассе по площади и с 2015 года второе по населению, а также является старейшим городом Кемеровской области — Кузбасса.
Расположен на юге Западной Сибири, на реке Томи, в южной части Кемеровской области.
Город был основан в 1618 году как укрепление (острог) возле впадения реки Кондомы в реку Томь. В 1618 году острог перенесли на высокую террасу правого берега Томи, в этом месте теперь расположена Кузнецкая крепость. В период индустриализации в 1930-е годы левобережная сторона стала одним из первых соцгородов страны.
Новокузнецк — тридцать четвёртый по численности населения город России; важный экономический, транспортный и культурный центр Сибири. Население города составляет 539 863 человек (2022).
Площадь города — 424,27 км². Город является центром Новокузнецкой (Кузбасской) городской агломерации, население которой насчитывает более 1,3 млн человек, занимая 12-е по величине место в России.
Является одним из крупнейших металлургических и угледобывающих центров России. День города празднуется в первое воскресенье июля.

## Физико-географическая характеристика

### Географическое положение
Город расположен под 53°45' с. ш. и 87°07' в. д., на высоте от 196 до 455 метров над уровнем моря. Расстояние до Москвы 3182 км по прямой, 3740 км по автодорогам.
Новокузнецк находится в седьмом (от Гринвича) часовом поясе. Город Новокузнецк, как и вся Кемеровская область, находится в часовой зоне МСК+4. Смещение применяемого времени относительно UTC составляет +7:00.

### Территория округа
Площадь городского округа 439,03 км², в том числе город Новокузнецк (419 км²) и территория Аэропорта (15 км²). 25 января 2022 года городской совет народных депутатов принял решение о расширении территории Новокузнецкого городского округа на 1500 гектаров (территория вокруг аэропорта Спиченково). Кроме того, в состав округа входит территория вокруг полигона Кругленькое (1 км²), полигоны ЗСМК (3 км²) и Кузнецкой промзоны. Округ граничит с Новокузнецким и Прокопьевским муниципальными районами.

### Климат
Новокузнецк характеризуется континентальным климатом со значительными годовыми и суточными колебаниями температур. Это обусловлено не только региональным положением района внутри азиатского континента, но и его приуроченностью к зоне сочленения Кузнецкой котловины с горными сооружениями Кузнецкого Алатау, Горной Шории и Салаира. Существенное влияние на климат Новокузнецка также оказывает пространственная ориентировка основных геоморфологических элементов, в первую очередь — речных долин и водоразделов: река Томь подходит к городу с юго-востока, затем течёт на запад в широтном направлении, а в центре города резко поворачивает на север, северо-восток; река Кондома подходит к городу с юга, с предгорий Горной Шории, а река Аба — с запада, со стороны Салаирского кряжа.
Среднегодовая температура воздуха составляет +2,1 °C. В среднем насчитывается 280 солнечных дней в году. Средняя продолжительность безморозного периода — 123 дня. Город расположен в зоне достаточного увлажнения: в среднем выпадает около 600 мм осадков, причём около 450 мм приходится на тёплый период. Продолжительность снежного покрова около 160 дней. Средняя глубина промерзания почвы на территории города составляет около 190 см. Среднесуточная температура воздуха опускается ниже нуля в среднем 27 октября, на два дня позже, чем в Кемерово. Последний зимний день приходится на 6 апреля — на три дня раньше, чем в столице Кузбасса, то есть зима длится 163 дня. Лето достаточно влажное и тёплое, но короткое — на 10 дней короче календарного. Средняя продолжительность летнего времени (с периодом среднесуточных температур выше +15 градусов) составляет 82 дня. Начинается лето в среднем в тот же день, что и в северной столице области — 4 июня, последний день летнего периода приходится на 24 августа. Преобладающее направление ветров южное и юго-западное. Среднегодовая скорость ветров — 2,3 м/сек. В то же время повторяемость штилевой погоды составляет 25 %.
Высшая точка города расположена на высоте 445 метров.
| Показатель                                                                  | Янв.  | Фев.  | Март  | Апр.  | Май  | Июнь | Июль | Авг. | Сен. | Окт. | Нояб. | Дек.  | Год   |
| --------------------------------------------------------------------------- | ----- | ----- | ----- | ----- | ---- | ---- | ---- | ---- | ---- | ---- | ----- | ----- | ----- |
| Абсолютный максимум, °C                                                     | 4,2   | 7,9   | 18,3  | 30,6  | 34,8 | 36,7 | 36,0 | 35,9 | 34,7 | 25,0 | 17,4  | 7,3   | 36,7  |
| Средний суточный максимум, °C                                               | −10,9 | −6    | −1,3  | 11,8  | 19,2 | 24,5 | 25,5 | 24,1 | 16,8 | 9,1  | −2,5  | −8,6  | 8,7   |
| Средняя температура, °C                                                     | −15,9 | −12,9 | −5,2  | 4,2   | 11,5 | 17,0 | 19,0 | 16,5 | 9,9  | 3,0  | −6,5  | −13,2 | 2,3   |
| Средний суточный минимум, °C                                                | −20,5 | −18,2 | −10,9 | −3    | 4,0  | 9,1  | 12,5 | 9,5  | 4,6  | −1,7 | −10   | −17,5 | −3,5  |
| Абсолютный минимум, °C                                                      | −47,7 | −42,2 | −33,9 | −26,1 | −8,9 | −2,1 | 2,2  | 0,2  | −6,9 | −23  | −37,7 | −42,8 | −47,7 |
| Норма осадков, мм                                                           | 24    | 17    | 19    | 29    | 43   | 56   | 73   | 62   | 42   | 38   | 40    | 31    | 475   |
| Источник: Погода и Климат. pogoda.ru.net. Дата обращения: 30 сентября 2024. |       |       |       |       |      |      |      |      |      |      |       |       |       |

| Показатель                                                                      | Янв.  | Фев.  | Март | Апр. | Май  | Июнь | Июль | Авг. | Сен. | Окт. | Нояб. | Дек.  | Год   |
| ------------------------------------------------------------------------------- | ----- | ----- | ---- | ---- | ---- | ---- | ---- | ---- | ---- | ---- | ----- | ----- | ----- |
| Средний суточный максимум, °C                                                   | −14,3 | −10,6 | −0,2 | 11,3 | 16,2 | 23,2 | 24,9 | 22,5 | 16,4 | 7,1  | −3,6  | −11   | 6,8   |
| Средняя температура, °C                                                         | −17,4 | −14,6 | −4,3 | 5,9  | 10,3 | 17,0 | 19,0 | 16,9 | 10,7 | 3,5  | −5,9  | −13,7 | 2,3   |
| Средний суточный минимум, °C                                                    | −20,5 | −18,8 | −8,5 | 0,4  | 4,4  | 10,9 | 13,3 | 11,2 | 5,0  | −0,4 | −8,4  | −16,4 | −2,3  |
| Среднее число дней с осадками                                                   | 13,7  | 12,2  | 11,5 | 11,0 | 11,5 | 11,0 | 13,8 | 13,2 | 10,9 | 16,7 | 17,9  | 17,9  | 161,3 |
| Норма осадков, мм                                                               | 12,3  | 13,8  | 17,4 | 25,8 | 39,4 | 41,8 | 52,4 | 47,8 | 29,7 | 41,6 | 35,2  | 19,6  | 376,8 |
| Среднее число дней с заморозками                                                | 30,9  | 27,9  | 28,9 | 14,0 | 5,0  | 0,3  | 0,0  | 0,0  | 3,1  | 15,8 | 26,1  | 30,4  | 182,3 |
| Источник: pogodaonline.ru. www.pogodaonline.ru. Дата обращения: 20 января 2020. |       |       |      |      |      |      |      |      |      |      |       |       |       |

19 ноября 2023 года на город обрушился один из самых разрушительных ураганов в истории Новокузнецка. Пиковая скорость ветра достигала 37 м/с, впервые в истории города был объявлен режим ЧС. По предварительным подсчётам были повреждены 40 социальных объектов (детские сады и школы), 500 деревьев повалено, 25 % улично-дорожной сети и 50 % светофоров в неисправном состоянии, 200 автомобилей разбиты, 23 котельных остановлены. Несколько часов город оставался без электроэнергии и питьевой воды. Пострадал 11 человек и двое погибло.

### Памятники природы
Ильинские травертины, Красная горка, Каньон Водопадный, Огнедышащая гора Мессершмидта, Кузнецкий водопад, Соколиные горы, Топольники.

### Экология

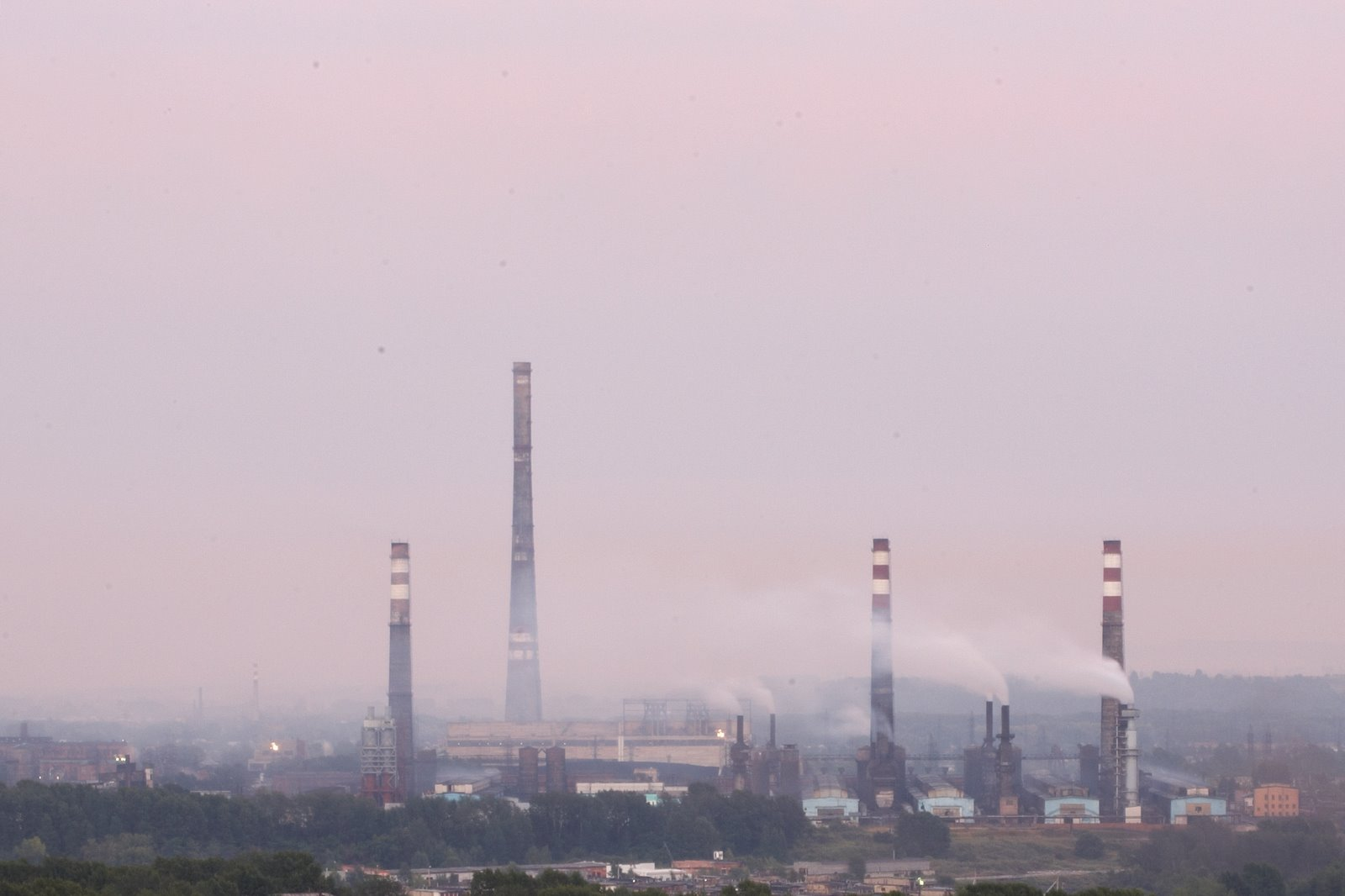
Промышленная зона Новокузнецка

Экологическая ситуация в городе неблагополучна. Особенно серьёзно загрязнение воздуха. Среднее за год превышение ПДК в 2009 году: бензапирен — в 4,6 раза, формальдегид — в 3 раза, фторид водорода — в 1,4 раза, диоксид азота — в 1,2 раза. Атмосфера города запылена, средняя концентрация взвешенных веществ в 2009 году составила 1,5 ПДК. По критериям Росгидромета уровень загрязнения атмосферы города оценивается как очень высокий. В 2009 году в атмосферу города было выброшено 325,9 тысяч тонн загрязняющих веществ 89 наименований (в 1985 году — 1001,9 тыс. тонн; в 1987 году — 892,9 тыс. тонн; в 1989 году — 833,0 тыс. тонн). В основном это оксид углерода — 60,4 %, далее следуют диоксид серы — 12,3 %, твёрдые вещества — 10,6 %, метан — 10,1 %, диоксид азота — 4,8 %.
Подавляющий вклад в загрязнение вносят заводы чёрной металлургии — 73 %, доля предприятий угольной промышленности составляет 9,5 %, энергетики — 8,5 %, цветной металлургии — 5,7 %. 66,7 % всех выбросов в атмосферу приходится на ОАО ЗСМК (включая Западно-Сибирскую ТЭЦ), другие крупные загрязнители воздуха — шахта Абашевская (10,3 %), Новокузнецкий алюминиевый завод (5,8 %), предприятия бывшего КМК (4 %), Абагурская аглофабрика (3,6 %), Кузнецкая ТЭЦ (2,9 %), ОАО «Кузнецкие ферросплавы» (2,8 %). Наибольший объём выбросов загрязняющих веществ наблюдается в заводском районе города, где находится ОАО ЗСМК. В 2018 году всего выбросов — 295 тыс. т. Из них твёрдые (33,5 тыс. т): сажа 1500 тонн, бензапирен 0,09 тонны; газообразные и жидкие: углерода оксид 182 900 тонн, диоксид серы 51 400 тонн, диоксид азота 17 600 тонн, метан 5200 тонн, цианистый водород 660 тонн, фтористый водород 420 тонн, аммиак 300 тонн, фенол 164 тонны, сероводород 100 тонн, формальдегид 10 тонн, изопропиловый спирт 1 тонна.
В городе зарегистрировано 145 тысяч транспортных средств, валовой выброс в атмосферу которых составил 76,5 тысяч тонн.
На 2009 год по Новокузнецку гамма-фон определяется природными источниками. Мощность эффективной дозы внешнего излучения находится в диапазоне от 6,8 до 16,0 мкР/ч и не превышает действующий в РФ контрольный уровень.
Согласно докладу «О состоянии и об охране окружающей среды Российской Федерации в 2011 году», опубликованному Министерством природных ресурсов и экологии РФ, Новокузнецк занял 4-е место в рейтинге самых загрязнённых городов России с индексом загрязнения атмосферы 22,05, степень загрязнения атмосферы города оценена как высокая. Согласно этому же докладу, основными загрязняющими веществами в атмосфере города в 2011 году были: взвешенные вещества, диоксид азота, бенз(а)пирен, формальдегид. Почва Новокузнецка загрязнена водорастворимыми формами фтора свыше 1 ПДК, зафиксирован рост в поверхностных слоях почвы кислоторастворимых форм свинца и цинка.
В Новокузнецке идёт работа в области улучшения экологической обстановки. В 2006 году было запланировано создание сводного тома «Предельно допустимых выбросов (ПДВ) в атмосферу Новокузнецка», который должен учитывать весь спектр выбросов с предприятий, авто и железнодорожного транспорта. Научно-исследовательский институт комплексных проблем гигиены и профессиональных заболеваний Новокузнецка в 2017 году завершил работу над исследованием с целью оценить экологический риск для здоровья населения города от выбросов предприятий угольной промышленности.
Согласно докладу «О состоянии и об охране окружающей среды Российской Федерации в 2015 году» в Новокузнецке резко снизился уровень загрязнения воздуха бенз(а)пиреном. Согласно докладу 2018 года Новокузнецк занял 12-е место в рейтинге самых загрязнённых городов России.
19 июня 2012 года губернатор Кемеровской области Аман Тулеев потребовал от контролирующих структур закрыть Кузнецкий цементный завод в Новокузнецке, выбросы которого, по оценкам медиков, напрямую связаны с 30 % всех болезней органов дыхания горожан. Ранее уже были закрыты все вредоносные производства завода, но руководство завода сорвало сроки модернизации газоочистных сооружений.
В апреле 2018 года в городе состоялся митинг, на котором жители вновь обратили внимание властей на экологическую обстановку в городе. В мае этого же года В. Путин подписал указ о национальных целях и стратегических задачах развития страны на ближайшие шесть лет, до 2024 года. Этим документом президент РФ обязывает правительство принять целый ряд мер «для осуществления прорывного научно-технологического и социально-экономического развития России», в том числе, снизить выбросы загрязняющих веществ в атмосферу в городах с тяжёлой экологической обстановкой не меньше чем на 20 %.
Новокузнецк состоит в списке 12 городов федерального проекта «Чистый воздух», который реализуется в рамках национального проекта «Экология». В соответствии с проектом, совокупный объём вредных выбросов в атмосферу к концу 2019 года должен был быть снижен на 4 %, а к 2024 году — на 22 %.
Загрязнение территории города (2775 га) в 1935 году составляло около 38 621 тонн

#### Бытовые отходы
По данным Министерства природных ресурсов и экологии России, в 2011 году Новокузнецк занимал 7-е место в России по образованию отходов. За последние годы экологическая ситуация изменяется в лучшую сторону.
В 2009 году вышел на свою проектную мощность полигон твёрдых бытовых отходов «ЭкоЛэнд» в Заводском районе. Несмотря на положительную тенденцию снижения количества отходов производства и потребления, образующихся в течение года на территории города, в 2009 году в Новокузнецке образовалось 10 764 тысяч тонн бытовых отходов.
В 2009 году в городе создана Кузбасская ассоциация переработчиков отходов. В ассоциацию на сегодняшний день входит 18 отходоперерабатывающих предприятий. Предприятия Ассоциации утилизируют более 400 видов отходов производства и потребления, производят продукцию на основе вторичных ресурсов. При поддержке Ассоциации и Администрации Новокузнецка всё больше жителей и предприятий города переходят на систему селективного сбора мусора. За 2018 год участниками Ассоциации было переработано более 3 млн тонн промышленных и бытовых отходов. Из вторичных ресурсов производится экологичная продукция: специальное резиновое травмобезопасное покрытие для спортивных стадионов и детских площадок, резиновая тротуарная плитка, разноцветная декоративная мульча, полимерная гранула, несколько сортов макулатуры, синтетические флюсы и огнеупорные материалы, полимерпесчаная плитка, технический углерод и пиролизная жидкость, шпалопропиточное масло.
На территории Городского округа вне населённого пункта расположены — гидроотвал Евраз ЗСМК, полигон бытовых отходов в Заводском районе Эколэнд, полигон промышленных отходов «Русал» в Орджоникидзевском районе, полигон отходв ТЭЦ КМК в Центральном районе.
Дополнительно жителями Новокузнецка создаётся масса несанкционированных пожароопасных свалок, которые не успевают ликвидировать специалисты в области переработки бытовых отходов.

## История

### Зарождение города

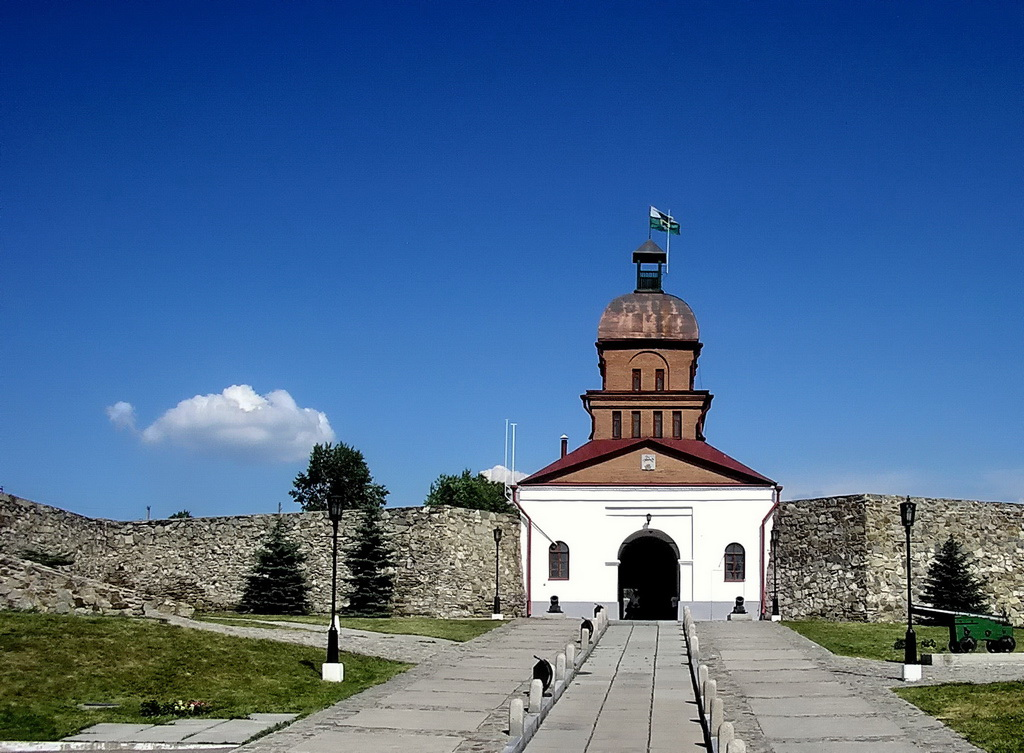
Кузнецкая крепость, построенная в начале XIX века (Реконструкция)

Город Новокузнецк является одним из старейших городов в Сибири. Основан весной 1618 года как Кузнецкий острог близ впадения реки Кондомы в реку Томь. В 1620 году острог переносится на высокую террасу правого берега р. Томи, став первоначальным ядром будущего укреплённого города с 1620 года и до конца 1920-х годов.

### Красный террор
В Гражданскую войну город Кузнецк стал печально знаменит из-за кровавых событий, устроенных партизанами при чрезмерной (даже для того времени) ликвидации непролетарских классов в ходе классовой борьбы.
Известный журналист 1920-х годов Андрей Кручина в очерке «В глухом углу, в Кузнецке» (1923) сообщает: «Имя партизана Рогова надолго останется в памяти населения Кузнецкого округа… Со своими „молодцами“ он чинил суд-расправу над всеми, у кого нет на руках мозолей… Не вешал, не расстреливал, а просто отрубал голову всякому, кто, по его мнению, „враг народа“. В Кузнецке Роговым отрублено семьсот голов. Разбиты наголову учреждения, все бумаги в учреждениях, книги — всё предано огню. Разрушены или сожжены все церкви и дома богатеев… Печать роговщины до сих пор лежит на Кузнецке. Почти четвёртая часть домов в городе зияет чёрными впадинами вместо окон…».
Проживавший в Кузнецке генерал-лейтенант, георгиевский кавалер Павел Николаевич Путилов был зверски убит (заживо распилен пилой) партизанами. Ныне в городе ему установлен памятник. Собор и большинство церквей города были ограблены и осквернены.
Рогов не был военачальником Красной Армии, и действовал, то признавая руководство большевиков, то сам по себе, и красноармейцами в итоге был ликвидирован. В советское время от деятельности Рогова с одной стороны, пытались отмежеваться, с другой стороны, ветераны роговского отряда пользовались определённым уважением в качестве «красных партизан».

### Кузнецкстрой
В 1929 году образован посёлок Сад-город.
Современный промышленный город Новокузнецк был образован 3 июля 1931 года решением Президиума ЦИК СССР (утверждено законом 30 июня 1931 года) из посёлка Сад-город (с 1929 года) при строящемся металлургическом заводе.
Постановлением ВЦИК от 2 марта 1932 года города Кузнецк (ныне Кузнецкий район Новокузнецка) и Новокузнецк Западно-Сибирского края объединены в один город. Объединённому городу присвоено название «Новокузнецк». Президиум ВЦИК постановил:

Включить в городскую черту гор. Новокузнецка прилегающие к нему населённые пункты с их усадебными и земельными угодиями: Ново-аралическое, Ново-бессоновское, Ново-горбуновское и Ново-черноусовское земельные общества, молочно-овощную ферму «Металлист», внеусадебные земли селения Бунгурское (земельный участок в размере 214,02 га) и полосу отчуждения Томской железной дороги (со станцией Новокузнецк).— Постановление ВЦИК от 2 марта 1932 года.

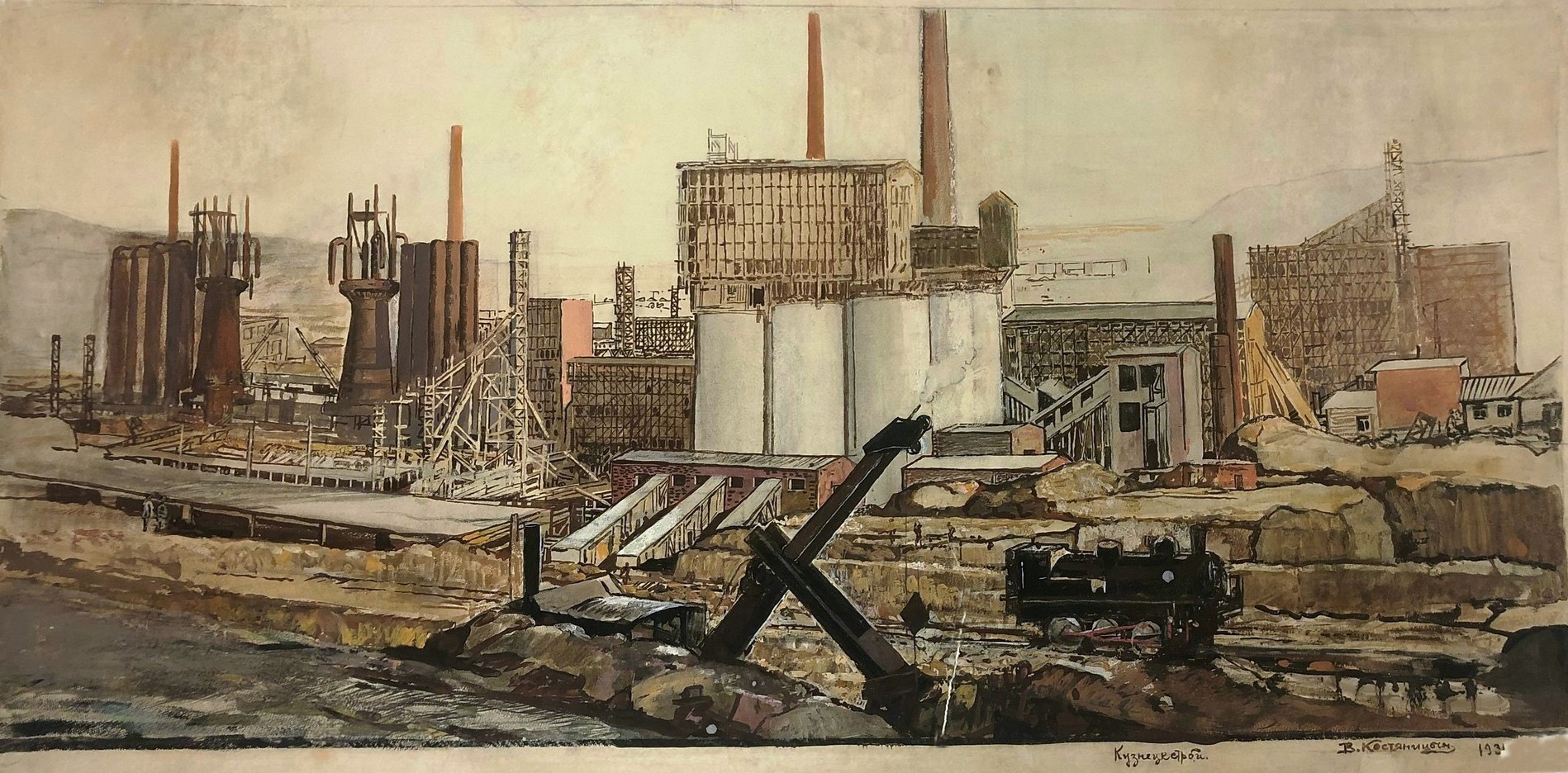
Кузнецкстрой. 1931. Худ. Костяницын В. Н.

5 мая 1932 года переименован в Сталинск, одновременно Кузнецкому металлургическому заводу присвоено имени И. В. Сталина. В октябре 1932 года Кузнецк был присоединён к Сталинску. Объединённый город назывался Сталинск. 5 ноября 1961 года Указом Президиума ВС РСФСР Сталинск вновь переименован в Новокузнецк.
В 1930-х годах сталинская индустриализация СССР превратила город в важный угледобывающий и промышленный центр. Именно Новокузнецку посвящено известное стихотворение Владимира Маяковского «Рассказ Хренова о Кузнецкстрое и о людях Кузнецка» («Я знаю — город будет, я знаю — саду цвесть, когда такие люди в стране Советской есть»). С 1926 по 1939 год население города возросло на рекордные 4354 %.
В 1929 году по проекту американской фирмы «Фрейн» под руководством главного инженера Ивана Бардина началось строительство Кузнецкого металлургического комбината, заработавшего в 1931 году. В 1941 году были пущены эвакуированные Новокузнецкий алюминиевый завод и Кузнецкий завод ферросплавов; Кузнецкий Металлургический комбинат выпускал военную продукцию, из стали КМК были сделаны боевые машины нескольких танковых соединений. Позднее был построен Западно-Сибирский металлургический комбинат (1964 год).
О значимости Сталинска свидетельствует и тот факт, что в соответствии с первым послевоенным планом войны против СССР он был включён в число 20 городов СССР, подлежавших атомной бомбардировке; также включался и в последующие подобные списки.
25 июля 1941 года в Сталинск было эвакуировано Виленское пехотное училище, которое уже с 15 августа занялось подготовкой офицеров и командиров для РККА.
В 1986 году в СССР началась перестройка. Неудача экономической реформы 1987 года привела к началу шахтёрской забастовки в Кемеровской области. Несмотря на то, что Новокузнецк — больше город металлургов, чем шахтёров, в 1989 году он стал одним из центров забастовки горняков.
К 1970 году население города превысило 500 тысяч человек.

### Современность
По данным переписи населения 1989 года, население города составляло 614 726 человек.
К 1998 году город пришёл в упадок. Однако кризис 1998 года и связанное с ним снижение курса рубля вновь сделали добычу угля и чёрную металлургию доходными.
В 1998—2000 годах промышленные предприятия города стали предметом борьбы между финансово-промышленными группами МИКом (контролировал НКАЗ и КМК в 1997—1999 годах), Евраз (ЗСМК с 1998 года, КМК с 1999 года), Альфа-групп (ЗСМК в 1997—1999 годах) и Русал (НКАЗ с 2000 года), завершившейся переходом предприятий КМК и ЗСМК к Евразу.
Экономический рост 2000-х годов привёл к активному жилищному и деловому строительству в городе.
В 2011 году Новокузнецкий металлургический комбинат был присоединён к ЗСМК.
В марте 2014 года городу было торжественно вручено Знамя Мира. Оно было передано мэру Новокузнецка во время торжественного открытия выставочного проекта «Пакт Рериха. История и современность Архивная копия от 23 апреля 2021 на Wayback Machine» художественном музее города. В 2019 году Знамя Мира было передано на хранение в Народный музей семьи Рерихов.
В 2015 году был выбран гимн города на слова Петра Дорофеева, музыка Михаила Маслова.
В конце мая 2022 было одобрено присоединение к территории города 1647га 16,47км². Парламент Кузбасса подписал о расширении 3 районов в июне 2022.

### Этимология
Основан в 1618 году как Кузнецкий острог на правом берегу реки Томь. Название обусловлено тем, что среди коренного населения этих мест — северных шорцев — было достаточно распространено кузнечное дело. B русских документах XVII века местные шорцы именуются «кузнецкими людьми» или «кузнецкими татарами», а район их проживания, соответственно, «Кузнецкой Землёй». Населенный пункт, выросший из острога, именовался Кузнецк или Кузнецк Сибирский для отличия от города Кузнецк в Пензенской губернии, основанного в 1780 году.
В 1929 году в связи с началом строительства Кузнецкого металлургического комбината на левом берегу Томи возник посёлок Сад-Город, в 1931 году переименованный в город Новокузнецк (станцию Кузнецк Томской ж/д переименовали в станцию Ново-Кузнецк 31 января 1931 года), а в 1932 году — в Сталинск.
В 1939 году к нему был присоединён «старый» Кузнецк, после чего объединённый город некоторое время именовался Сталинск-Кузнецк, а затем снова Сталинск. В ходе десталинизации в ноябре 1961 года городу было возвращено имя Новокузнецк.

### Награды
Указом Президиума Верховного Совета СССР «О награждении города Новокузнецка Кемеровской области орденом Трудового Красного Знамени» 4 февраля 1971 года за успехи, достигнутые трудящимися города в выполнении заданий пятилетнего плана и особенно в развитии чёрной металлургии, Новокузнецк награждён Орденом Трудового Красного Знамени.
Отмечая заслуги трудящихся города в социалистическом строительстве, их большую роль в индустриализации страны и значительный вклад в обеспечении разгрома немецко-фашистских захватчиков в Великой Отечественной войне 1 июля 1981 года Новокузнецк указом Президиума Верховного Совета СССР «О награждении города Новокузнецка Кемеровской области орденом Октябрьской революции» награждён Орденом Октябрьской Революции.
2 июля 2021 года город Новокузнецк получил статус Города трудовой славы.
18 предприятий города были награждены государственными наградами, среди них: КМК, ЗСМК, НКАЗ, ПО «Южкузбассуголь», Новокузнецкий ГИДУВ, ГКБ № 1, СибГГМА, газета «Кузнецкий рабочий» и другие.
Город трудовой доблести (2020).

## Административно-территориальное устройство
Новокузнецк в рамках административно-территориального устройства является городом областного подчинения; в рамках муниципально-территориального устройства в его границах образовано муниципальное образование Новокузнецкий городской округ.
Город состоит из шести внутригородских районов, не являющихся муниципальными образованиями:
| Район             | Площадь, км² | Численность населения (2025) |
| ----------------- | ------------ | ---------------------------- |
| Заводской         | 109,10       | ↘92 620                      |
| Кузнецкий         | 36,11        | ↘46 932                      |
| Куйбышевский      | 92,49        | ↘75 174                      |
| Новоильинский     | 22,49        | ↗77 593                      |
| Орджоникидзевский | 95,62        | ↘78 533                      |
| Центральный       | 66,52        | ↗166 628                     |

### Органы власти
7 декабря 2009 года постановлением Новокузнецкого городского Совета народных депутатов была утверждена новая редакция Устава города, согласно которой органы власти состоят из:
- Новокузнецкого городского Совета народных депутатов (представительный орган власти),
- Главы города Новокузнецка,
- Администрации города Новокузнецка (исполнительно-распорядительный орган власти),
- Комитета городского контроля (постоянный орган финансового контроля).
- Судебные учреждения: районные суды, суды общей юрисдикции, Российское агентство правовой и судебной информации — РАПСИ, постоянное судебное присутствие Кемеровского областного суда, судебные участки мировых судей и другие[73].

Здание Администрации и Совета народных депутатов города Новокузнецка

Новокузнецкий городской Совет народных депутатов является представительным органом власти и состоит из 18 депутатов, избираемых по 18 одномандатным округам, и 18 депутатов, избираемых по партийным спискам. Срок полномочий депутатов составляет пять лет.
В сентябре 2021 года прошли выборы в Совет народных депутатов, по итогам которых места в Совете распределились следующим образом: 28 — Единая Россия, 3 — ЛДПР, 3 — Справедливая Россия, 2 — КПРФ. Председателем был избран представитель «Единой России» Александра Шелковникова.
При городском совете Народных депутатов работает Молодёжный парламент города.

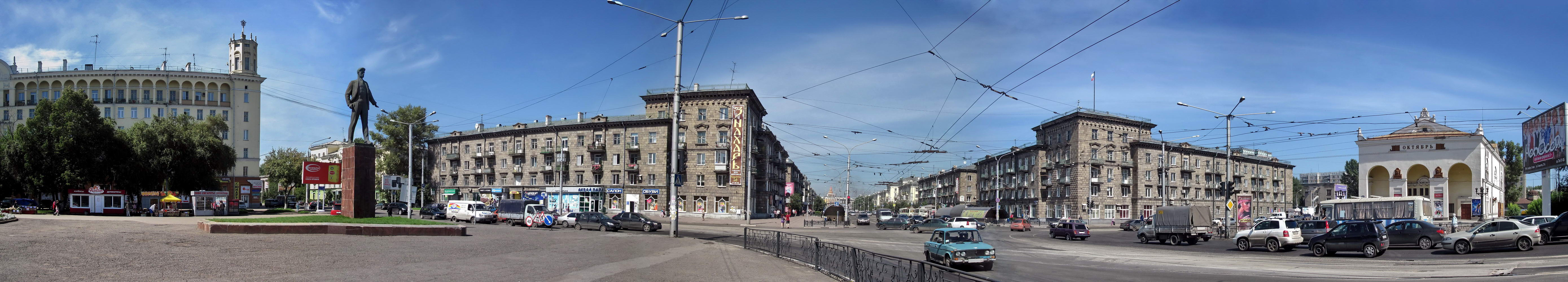
Перекрёсток пр. Металлургов — ул. Орджоникидзе

В Новокузнецке создана целая сеть органов территориального общественного самоуправления (ТОС), всего в городе их создано 60: в Заводском районе — 7, Кузнецком — 6, Куйбышевском — 13, Новоильинском — 6, Орджоникидзевском — 9, Центральном — 16.

### Официальные символы города

#### Герб
В 1634 году, с подачи царя, появляется первый символ Кузнецка — «городовая печать» с изображением волка. В «Книге служебной чертёжной» Семёна Ремезова имеется её описание: «На кузнецкой волк, а около вырезано: „Печать государева земли Сибирские Кузнецкого города“». В 1694 году, по неизвестным причинам, вместо волка впервые появляется лошадь, однако позже все же чаще используется волк. Так, на рукописной Генеральной карте Сибири 1765 года, копированной сержантом Моисеевым (экземпляры имеются в РГАДА и РГВИА), герб «Кузнецкой» — вверху жёлтая корона о пяти видимых зубцах, под ней на зелёной земле бегущий влево серый волк.

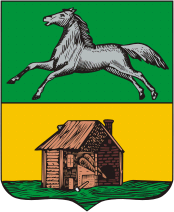
Герб (1804)

Исторический герб города был утверждён 20 марта 1804 года. Верхняя часть представляет собой герб Томской губернии: щит разделён на зелёное (верхнее) и золотое (нижнее) поля; по зелёному полю скачет белый конь; в нижней части, на золотом фоне — стоящая в поле натурального цвета кузница с орудиями кузнечного ремесла перед ней.
8 июля 1970 года решением горисполкома был утверждён новый вариант герба города, предложенный архитектором А. И. Выповым. Этот герб представляет собой геральдический щит. На белом поле щита, олицетворяющем сибирскую природу, помещено стилизованное изображение разреза доменной печи красного цвета и чёрный квадрат (символизирующий основные отрасли промышленности города — металлургическую и угольную), от которого исходят лучи, символизирующие энергию солнца, заключённую в угле. В верхней части щита помещается условное изображение стен Кузнецкой крепости, как дань уважения к историческому прошлому Кузнецкого края и символ преемственности поколений.
В марте 1998 года городу был возвращён исторический герб (1804), но герб советского периода (1970) так и не был отменён, так что одновременно у города официально было два герба. Однако, исторический герб не соответствовал требованиям Геральдической Палаты и 24 апреля 2018 года, к 400-летнему юбилею Новокузнецка, официально был учреждён новый герб города (регистр № 11894), имевший все исторические элементы (волк, лошадь и кузница). Геральдическое описание: В зелёном и золотом пересечённом поле в зелени — серебряный с золотыми гривой, хвостом, копытами и языком конь, скачущий по золотой стеннозубчатой, мурованной оконечности и сопровождённый вверху в углах серебряными с золотыми сердцевинами и чашелистиками розами; в золоте — червленый обращено бегущий волк; поверх всего — золотой щиток, в котором — стоящая на зелёной земле червлёная старинная кузница без видимой передней стены и со сквозным окном в задней, в которой — золотые инструменты кузнечного дела: наковальня на чурбаке, меха, вставленные в червлёную кирпичную печь, в которой горит золотой же огонь, и сложенные перед ними накрест клещи и молот. Щит увенчан муниципальной короной установленного образца.

#### Флаг

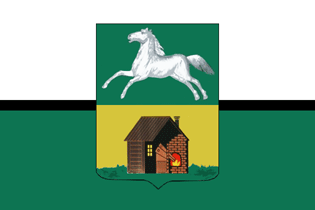
Старый флаг города (1999—2018)

В июне 1999 года был утвержден первый флаг города.
28 сентября 2018 года, решением Новокузнецкого городского Совета народных депутатов, утверждается новый флаг города, в отличие от старого (1999—2018 гг.), он отвечал всем требованиям геральдики и внесён в Государственный геральдический регистр Российской Федерации.

#### Гимн
В 2000 году в Новокузнецке впервые прошел конкурс на создание городского гимна, где было представлено 15 композиций из которых победила песня на музыку Михаила Маслова и слова Бориса Рахманова. Однако городская общественность не приняла гимн и он так и не был утвержден официально.
24 ноября 2015 года, Новокузнецким городским Советом народных депутатов, был утвержден гимн Новокузнецкого городского округа, победивший годом ранее среди 17 композиций. Автор слов Пётр Дорофеев, а автор музыки — Михаил Маслов. Впервые гимн прозвучал 27 ноября на заседании горсовета перед бюджетным посланием главы города.

## Население
| 1618     | 1720     | 1825     | 1851     | 1858     | 1877     | 1897     | 1917     | 1920     | 1926     | 1931     | 1939     |
| -------- | -------- | -------- | -------- | -------- | -------- | -------- | -------- | -------- | -------- | -------- | -------- |
| 10       | ↗1918    | ↘1724    | ↗2831    | ↘1655    | ↗3051    | ↗3141    | ↗3154    | ↗4548    | ↘3894    | ↗45 000  | ↗166 000 |
| 1940     | 1956     | 1959     | 1962     | 1967     | 1970     | 1972     | 1973     | 1974     | 1975     | 1976     | 1979     |
| ↗179 100 | ↗346 600 | ↗377 000 | ↗410 000 | ↗493 000 | ↗499 183 | ↗508 000 | ↗513 000 | ↗519 000 | ↗527 000 | →527 000 | ↗541 356 |
| 1980     | 1981     | 1982     | 1983     | 1985     | 1986     | 1987     | 1989     | 1990     | 1991     | 1992     | 1993     |
| ↗545 000 | ↗551 000 | ↗556 000 | ↗564 000 | ↗584 000 | ↘581 000 | ↗589 000 | ↗599 947 | ↘584 000 | ↗602 000 | ↘600 000 | ↘598 000 |
| 1994     | 1995     | 1996     | 1997     | 1998     | 1999     | 2000     | 2001     | 2002     | 2003     | 2004     | 2005     |
| ↘593 000 | ↘574 000 | ↘571 000 | ↘566 000 | →566 000 | ↘562 800 | ↘561 600 | ↗564 500 | ↘549 870 | ↗565 900 | ↘548 200 | ↗563 300 |
| 2006     | 2007     | 2008     | 2009     | 2010     | 2011     | 2012     | 2013     | 2014     | 2015     | 2016     | 2017     |
| ↘562 400 | ↘560 900 | ↗562 200 | ↗563 271 | ↘547 904 | ↗548 127 | ↗549 589 | ↘549 182 | ↗550 213 | ↘550 127 | ↗551 253 | ↗552 445 |
| 2018     | 2019     | 2020     | 2021     | 2024     | 2025     |          |          |          |          |          |          |
| ↗553 638 | ↘552 105 | ↘549 103 | ↘537 480 | ↘531 186 | ↘528 747 |          |          |          |          |          |          |

Население на 1 января 2022 года: 536 388.
Население на 1 января 2023 года: 533 565.
Население на 1 января 2024 года: 531 186.
На 1 января 2025 года по численности населения город находился на 35-м месте из 1124 городов Российской Федерации.
Не являясь областным центром, Новокузнецк был крупнейшим городом Кемеровской области до 2015 г. (Список городов России).
Занимает второе место по численности населения среди городов, не являющихся административными центрами субъектов РФ (после Тольятти). 
По состоянию на 1 января 2016 мужчин — 44,95 %, женщин — 55,05 %.
Согласно данным Всероссийской переписи населения 2010 года национальный состав населения города представлен следующим образом:
- русские — 94,4 %,
- татары — 0,9 %,
- украинцы — 0,9 %,
- российские немцы — 0,6 %,
- таджики — 0,5 %,
- азербайджанцы — 0,4 %,
- армяне — 0,3 %,
- шорцы — 0,3 %,
- белорусы — 0,2 %,
- чуваши — 0,1 %,
- киргизы — 0,1 %,
- цыгане — 0,1 %,
- мордва — 0,1 %,
- казахи — 0,1 %,
- евреи — 0,1 %,
- башкиры — 0,1 %,
- телеуты — 0,1 %.

От указавших национальность. 11 596 — не указали национальность
Возрастное распределение населения города представлено следующим образом (по состоянию на 31 декабря 2012 года):
- 0—6 лет: 8,2 %,
- 7—17 лет: 10,5 %,
- 18—24 лет: 10,1 %,
- 25—29 лет: 9,3 %,
- 30—39 лет: 16,1 %,
- 40—49 лет: 13,1 %,
- 50—59 лет: 14,9 %,
- 60—69 лет: 8,7 %,
- 70 и старше лет: 9,1 %.

На 31 декабря 2012 года в городе 16,6 % лиц моложе трудоспособного возраста, 61,3 % лиц трудоспособного возраста и 22,1 % лиц старше трудоспособного возраста.

## Экономика
Крупнейшим предприятием города до 2011 года был Кузнецкий металлургический комбинат (ликвидирован, часть цехов вошла в состав ЗСМК), после 2011 года им стал ЗСМК.
В 2009 году Новокузнецк, обогнав Оренбург, занял 27 место в рейтинге «30 лучших городов для бизнеса», составленного русским изданием журнала Forbes. При этом по показателю покупательной способности город занял 15 место. В 2010 и 2012 годах Новокузнецк не попал в аналогичный рейтинг, в 2011 году рейтинг городов не составлялся. В 2013 году поднялся в рейтинге на 13 позицию. Среди преимуществ были названы: высокое сосредоточение промышленных предприятий и доступность инфраструктуры.
Финансовый рынок города представлен федеральными банками, в числе которых Сбербанк с 27 отделениями, ВТБ с 9 отделениями, Газпромбанк с 1 отделением и др. В городе зарегистрированы 3 банка: Кузнецкбизнесбанк, БСТ-Банк, Новокиб банк и более 100 представительств банков других регионов.
Постановлением Правительства РФ от 16 марта 2018 года № 278 на территории города создана Территория опережающего социально-экономического развития «Новокузнецк», на которой действует особый правовой режим предпринимательской деятельности.
Средняя зарплата в 2024 году составляет 59 677 тысяч рублей.

## Транспорт

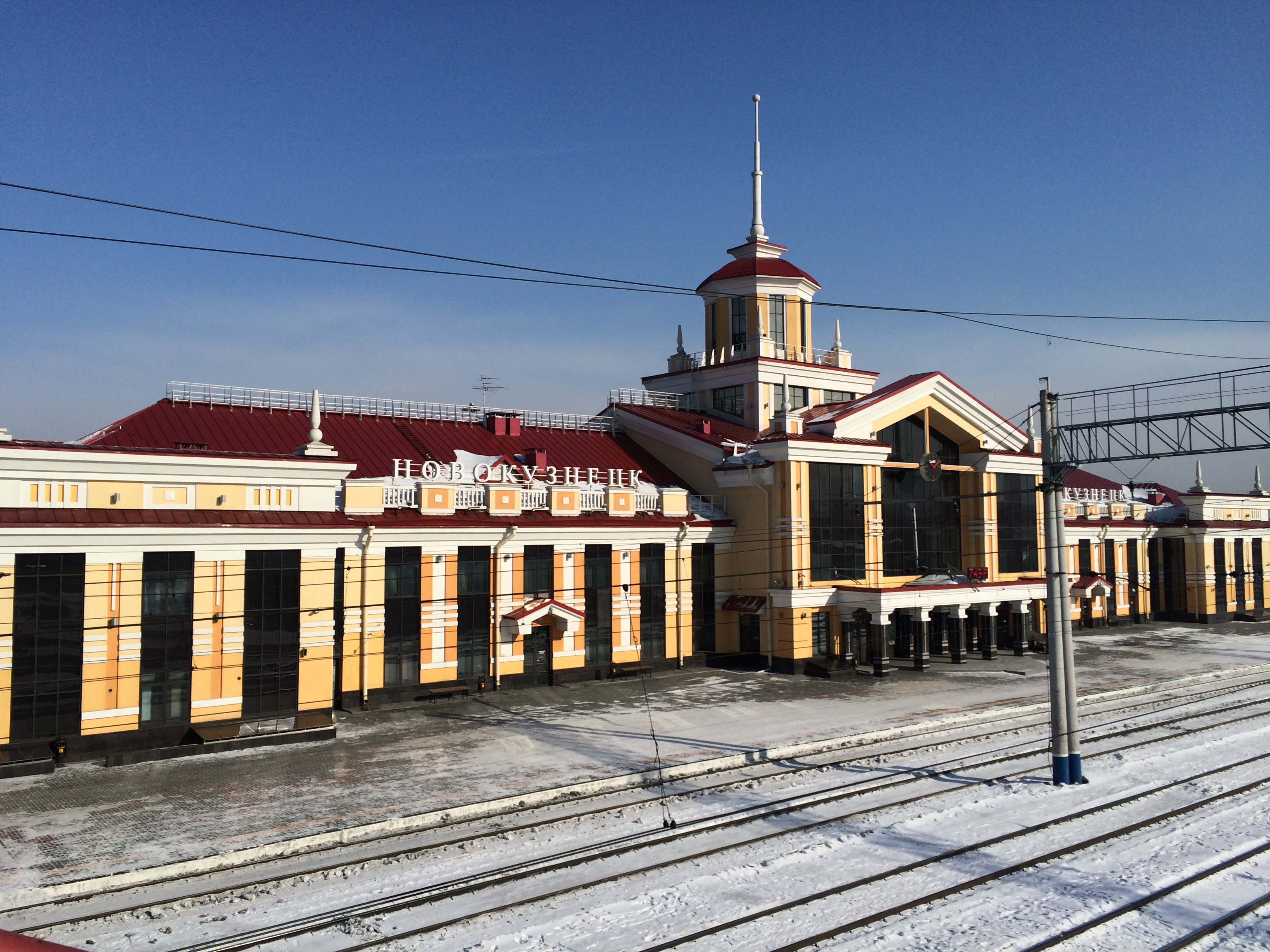
Обновлённое здание железнодорожного вокзала Новокузнецка

### Междугородный
Станция. Новокузнецк — железнодорожный узел Кузбасского региона Западно-Сибирской железной дороги. Выполняются рейсы до Москвы, Санкт-Петербурга, Кисловодска, Владивостока, Томска, Абакана и Нижневартовска. Маршруты электропоездов в населённые пункты Кемеровской области: Артышту, Белово, Ерунаково, Киселёвск, Мыски, Междуреченск, Прокопьевск, Таштагол. На маршруте Новокузнецк — Новосибирск курсируют скоростной электропоезд повышенной комфортабельности. С 1 ноября 2011 года по сентябрь 2013 года железнодорожный вокзал находился на реконструкции, однако поезда и электропоезда выполняли рейсы как обычно.
Авиасообщение с городом выполняется аэропортом Новокузнецк. Имеются рейсы в Москву, Новосибирск, Красноярск, Казань, Екатеринбург, Иркутск, Улан-Удэ, Читу и другие города.
Автовокзал (около 50 междугородных и пригородных маршрутов). Основное направление: на север от Новокузнецка. Остальные направления, как правило, пригородные. Также с автовокзала уезжают автобусы в Таштагол и Шерегеш. Один из крупнейших по пассажиропотоку автовокзалов области имеет несоразмерно маленькую площадь и не может быть расширен, будучи зажатым между железнодорожным вокзалом, служебными постройками РЖД и Транспортной улицей. Вокруг города проложена Новокузнецкая кольцевая автомобильная дорога.
До 2014 года в Новокузнецке существовал (с конца XIX века) речной транспорт, основной пик которого пришелся на 1970-е года, когда в городе был открыт речной вокзал. В этот период пассажиропоток достигал 700 тысяч человек в год, а от Новокузнецка до Ячменюхи и Осинового Плёса курсировал теплоход «Заря».

### Городской

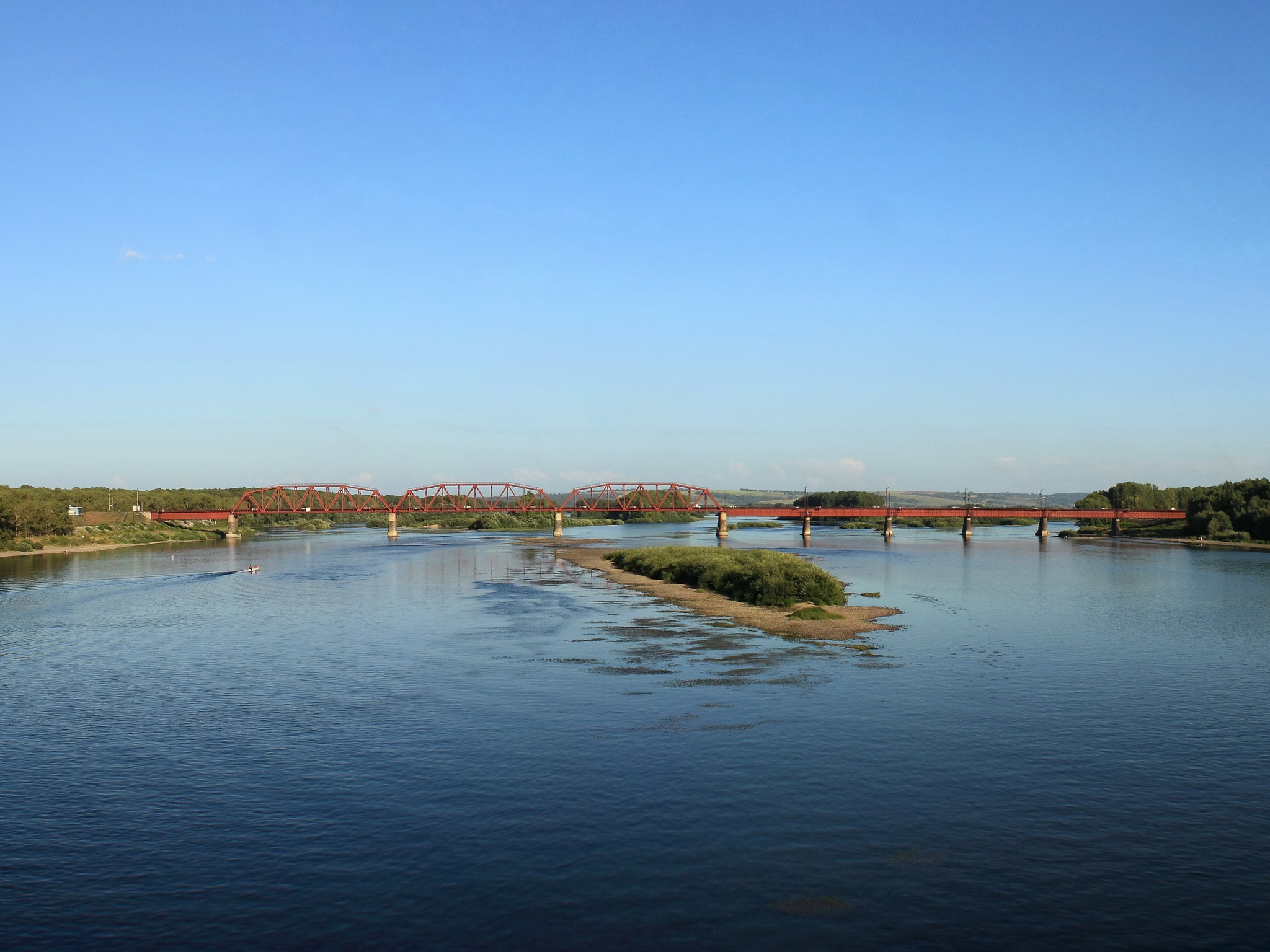
Железнодорожный мост через реку Томь

В Новокузнецке имеются четыре автомобильных и один железнодорожный мост через реку Томь. Центр города окружён объездными дорогами, имеются многочисленные кольцевые и многоуровневые развязки. Общая протяжённость маршрутов городского транспорта 755,7 км. В городе действует не менее 42 городских автобусных, 6 трамвайных и 7 троллейбусных маршрутов, электропоезда.
Новокузнецкий трамвай является первой трамвайной системой Сибири, обогнав на год Новосибирск и на три года Омск, и второй трамвайной системой в России восточнее Урала после Владивостока. Трамваи работают во всех районах города, за исключением Новоильинского.
Троллейбусы работают в Заводском (1, 2 (был запущен в январе 2021 г. с конечной остановкой «13 микрорайон», дублируя 1 маршрут до остановки «Станция Островская») и 5 (был изменён в связи с открытием троллейбусного маршрута № 7, притом конечной остановкой для 5 маршрута стала «Улица Ярославская»; частично дублирует 1 маршрут начиная с остановки «Рембыттехника»)) и Центральном (1, 2, 3, 5, 6, 6А, 7 (открыт в августе 2015 года)) районах. С августа 2024 года запустили троллейбусное движение в Новоильинский район в тестовом режиме, ранее такой запуск был в 2019 году.
Автобусные пригородные маршруты (100-я нумерация) связывают Новокузнецк с населёнными пунктами на территории Новокузнецкого и Прокопьевского муниципальных районов, а также с Осинниковским, Калтанским, Киселёвским, Прокопьевским и Мысковским городскими округами.
Стоимость проезда в общественном транспорте в 2015 году: троллейбус, трамвай, автобус (муниципальный заказ) 16 рублей; коммерческий автобус (маршрутное такси) 18-22 рублей (для некоторых автобусных маршрутов в данное время стоимость проезда составляет 22 рубля (по транспортной карте 19 рублей). С 18 ноября 2020 в Новокузнецке стартовала транспортная реформа, результатом которой стало перевод всего городского пассажирского транспорта (автобус, трамвай, троллейбус) на единый регулируемый тариф и значительное сокращение количества маршрутов. Стоимость проезда в городском транспорте по состоянию на 2024 год для категорий граждан, не имеющих льгот, составляет 38 рубля наличным способом, 33 безналичным. Для пенсионеров проезд составляет 20 рублей наличным и 17 рублей безналичным способом оплаты, а для школьников 23 и 19 рублей соответственно.
В 2015 году, по данным ОГИБДД управления МВД России по городу Новокузнецку, на учёте состояло 180388 единиц транспортных средств.
Электропоезд в нескольких направлениях: на Артышту и Белово (по городу остановки в Куйбышевском районе), Междуреченск (по городу остановки в Куйбышевском и Орджоникидзевском районах), Ерунаково, Карлык, Полосухино и Томусинскую (по городу остановки в Заводском, Кузнецком и Центральном районах), а также в Малиновку, Ахпун, Мундыбаш, Чугунаш и Таштагол (по городу остановки в Куйбышевском районе). Вдобавок имеется маршрут городского электропоезда от вокзала до станции Новокузнецк-Северный с остановками в Центральном, Кузнецком и Заводском районах.
Инфраструктура

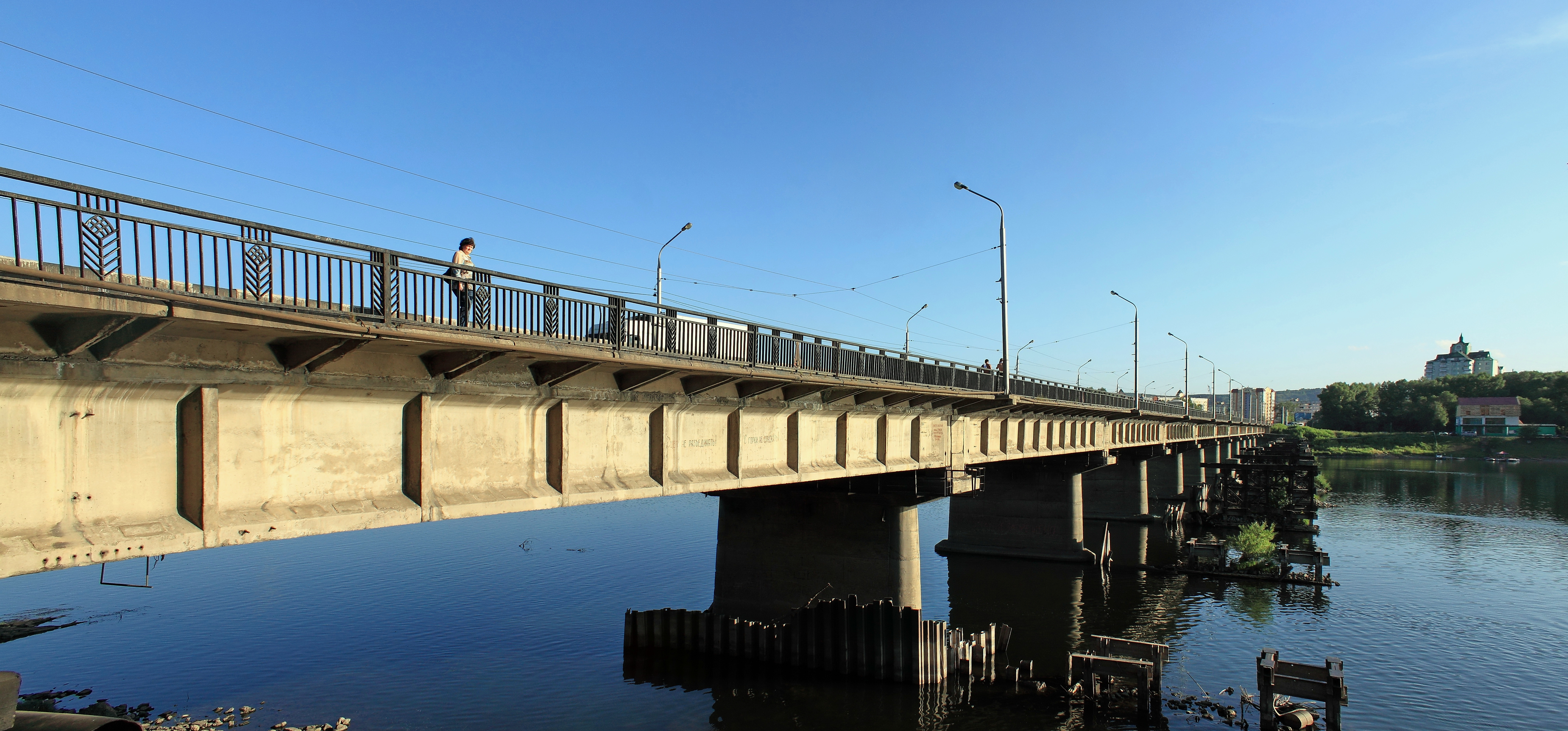
Кузнецкий мост

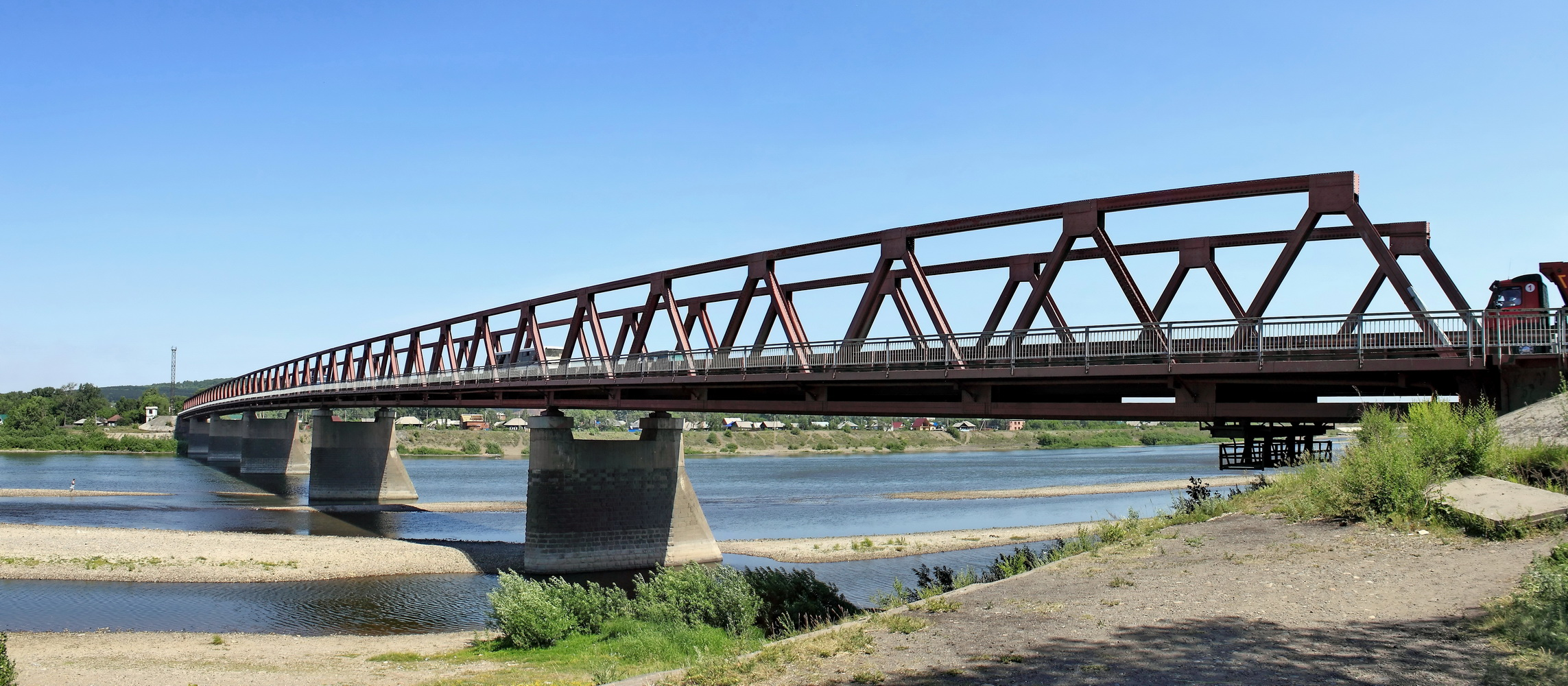
Байдаевский мост

Мосты через реку Томь. По направлению от устья к истоку:
1. Ильинский мост (26 августа 1969 года[54]) на Бызовском шоссе — между Заводским и Новоильинским районами.
2. Запсибовский мост (8 января 1963 года[54]) на проспекте Строителей и Заводском шоссе — между Центральным и Заводским районами.
3. Кузнецкий мост (1972 год[149]) на проспекте Дружбы и улице Ленина — между Центральным и Кузнецким районами; первый вариант моста открыт в 1936 году[150].
4. Железнодорожный мост (1940-е) — к Новокузнецку-Северному;
5. Байдаевский мост (1953 год[151] на Притомском шоссе и Мурманской улице — в Орджоникидзевском районе.

И ещё ряд мостов через реку Аба — левый приток Томи.
Общая протяжённость улиц — 1048 километров. Освещённых — 421 км.
- Многотопливные заправочные станции (МТЗС) — 67
- Автомобильные газонаполнительные компрессорные станции (АГНКС) — 3
- Автомобильные газозаправочные станции (АГЗС) — 1

## Связь
Телефонный код Новокузнецка — 3843. В городе используется шестизначная нумерация. Комплекс современных телекоммуникационных услуг представляют более 20 организаций (ПАО «Ростелеком», ЗАО «ККТС», ООО «Связь», ЗАО «Новокузнецктелефонстрой», ЗАО «РЦТК», ООО «Престиж-Интернет» (бренд «Энфорта»), ООО «Сибирские сети», АО «Зап-Сибтранстелеком», ООО «Диалком», ООО «Е Лайт Телеком», ООО «КомЛайн», ЗАО «Новотелеком», ООО «Центра», ООО «Магеллан Телеком Кузбасс», «Простор Телеком», ООО «Олбэст», ОАО «Сибсвязь», ПАО «МТС», ПАО «Вымпел Ком» ООО «Т2 Мобайл», ПАО «МегаФон»).
В городе работает 4 оператора сотовой связи стандарта 3G/4G: «МТС», «Билайн» «TELE2», «МегаФон». Компании предоставляют беспроводной доступ в Интернет по технологии 4G LTE.

## Образование

### Высшее профессиональное образование
В Новокузнецке расположено четыре вуза:
- Сибирский государственный индустриальный университет (СибГИУ) c 1931 года;
- Кузбасский гуманитарно-педагогический институт Кемеровского государственного университета (КГПИ КемГУ) с 1995 года; ранее НФИ КемГУ.
- Кузбасский институт Федеральной службы исполнения наказаний (КИФСИН России) с 1999 года;
- Новокузнецкий филиал Кузбасского государственного технического университета (НФ КузГТУ) с 1998 года.

C 1939 года в городе существовал государственный педагогический институт, в постсоветское время переименованный в КузГПА. В марте 2014 года вуз был реорганизован в Центр педагогического образования НФИ КемГУ. С 2021 года НФИ КемГУ переименован в КГПИ КемГУ.
Два крупнейших вуза города по количеству студентов — СибГИУ, КГПИ КемГУ.

### Среднее профессиональное образование
Получить среднее профессиональное образование в Новокузнецке возможно в большом количестве образовательных учреждений среднего профессионального образования:
1. Колледжи:
- Кузбасский колледж архитектуры, строительства и цифровых технологий.
- Кемеровский областной медицинский колледж (филиал).
- Профессиональный колледж г. Новокузнецка.
- Новокузнецкий горно-транспортный колледж.
- Новокузнецкий государственный гуманитарно-технический колледж-интернат.
- Новокузнецкий колледж искусств.
- Новокузнецкий педагогический колледж.
- Университетский колледж СибГИУ

2. Техникумы:
- Кузнецкий индустриальный техникум.
- Кузнецкий металлургический техникум.
- Кузнецкий техникум сервиса и дизайна им. В. А. Волкова.
- Новокузнецкий техникум строительных технологий и сферы обслуживания (присоединен к НТТТ).
- Новокузнецкий торгово-экономический техникум.
- Новокузнецкий транспортно-технологический техникум.
- Новокузнецкий техникум пищевой промышленности.
- Новокузнецкое училище (техникум) олимпийского резерва.

3. Прочие:
- Государственное профессиональное образовательное учреждение г. Новокузнецка

### Среднее образование
В Новокузнецке работает более 90 школ, 157 детских садов,15 учреждений допобразования,

## Наука
Научные институты — Новокузнецкий институт усовершенствования врачей, Восточный институт чёрной металлургии до 2000, ВостНИГРИ, Кузнецкий филиал ВУХИН, ЗСИЦ — Западно-Сибирский испытательный центр, Новокузнецкий научно-исследовательский химико-фармацевтический институт, ГУ Научно-исследовательский институт комплексных проблем гигиены и профессиональных заболеваний Сибирского отделения Российской Академии медицинских наук ,НИИ ОАО «ГазПром Промгаз», филиал ГУ научно-исследовательского института общей реаниматологии Российской Академии медицинских наук до 2010 года, Сибирский научно-исследовательский институт строительных материалов.
Проектные институты: «Сибирский Тяжпромэлектропроект», «Промуглепроект», «Сибруда», «Сибшахтостройпроект», «Сибирский Сантехпроект», «Сибпроектстальконструкция», «Промстройпроект», «Сибниистромпроект», «Сибгипрококс», «ВНИИГидроуголь», ранее были «Сибгипромез», «Гипрококс» зональная станция Овощного хозяйства.

## Здравоохранение

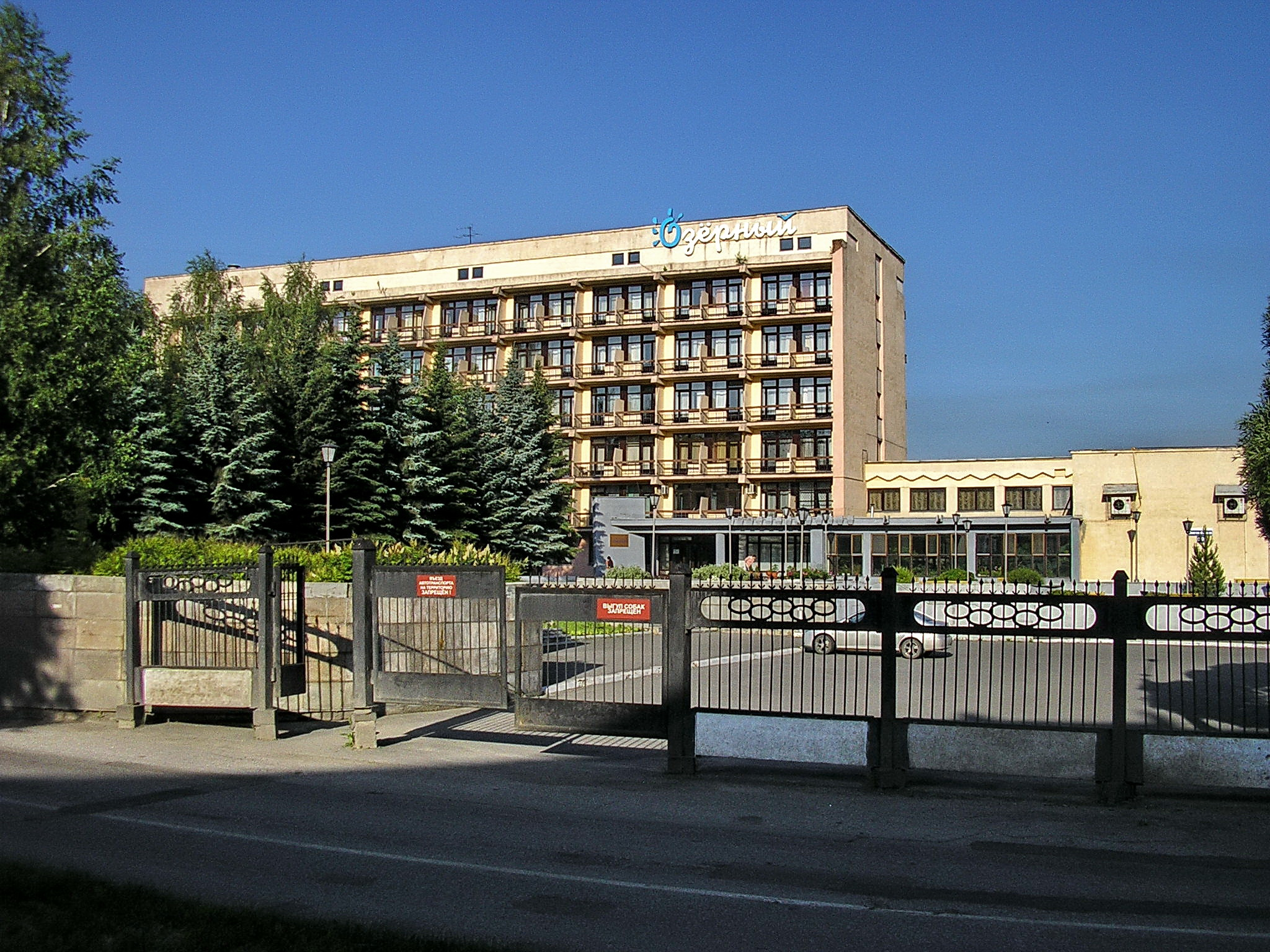
Профилакторий «Озёрный»

В Новокузнецке действует несколько городских клинических больниц (городские клинические больницы № 1 имени Г. П. Курбатова, 2, 5, 29, городские детские клинические больницы № 3 и 4, Новокузнецкая городская психиатрическая больница, несколько стоматологических поликлиник), Новокузнецкий институт усовершенствования врачей, Институт реабилитации инвалидов, Институт гигиены профзаболеваний, Центр планирования семьи и репродукции (при Новокузнецком перинатальном центре), ряд многопрофильных медицинских центров: клиника женского здоровья и репродукции человека Medica (входит в холдинг «Мать и дитя»), медицинский центр «Евромед», центр диагностики и лечения слуха «Отомед», центр семейной медицины «Фамилия», сеть многопрофильных медицинских центров «Здоровое Поколение», медицинский центр «Абсолютное здоровье», сеть медицинских центров «Профмедосмотр плюс» и другие. Имеются профилактории (в частности, «Металлург»). В данных медицинских организациях оказываются все виды медицинской помощи взрослым и детям, в том числе высокотехнологичная. В 2017 открылся крупнейший за Уралом частный медицинский центр «Гранд Медика».

## Культура и искусство

### Архитектура и достопримечательности
До революции в Новокузнецке было всего несколько каменных зданий: здание казначейства, Уездное училище, Одигитриевская церковь, которая в двадцатых годах перестала действовать, а в тридцатых была снесена, Спасо-Преображенский собор (1792—1835), Кузнецкий тюремный замок, винный склад и несколько купеческих домов.

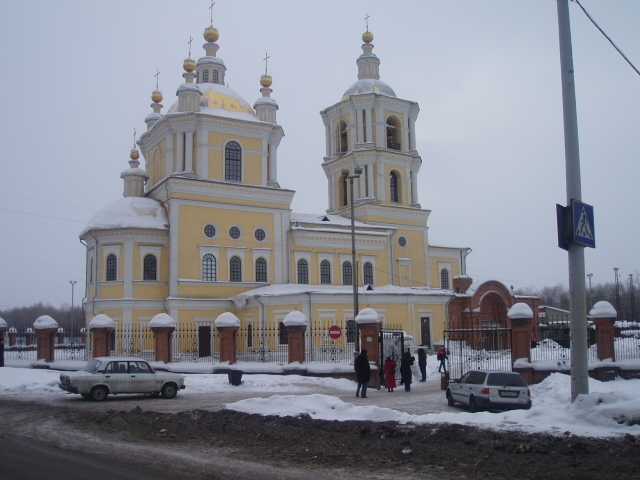
Спасо-Преображенский собор

Массовая застройка города началась в 1929 году. По плану 1931 года велось промышленное и жилое (1930—1934, немецкий архитектор Э. Май) строительство левобережной части (Соцгорода и др.) По планам 1936 и 1946—1950 годов (архитектор Б. Е. Светличный, Г. М. Слепых, Бровкин Н. А. и др.) созданы центральные магистрали и площади, разбит Сад металлургов, выстроен больничный городок (Первая городская больница и некоторые др. лечебные учреждения, 1946—1952, архитектор С. Н. Короткое). Возведены здания горкома КПСС (1960—1963, архитекторы Е. А. Авдеев, В. Н. Геращенко), драматического театра (1933, архитекторы А. И. Зайцев, С. П. Чалая, инженер А. В. Ефимова), Дворец спорта кузнецких металлургов (1966, архитектор Ю. С. Медведков).

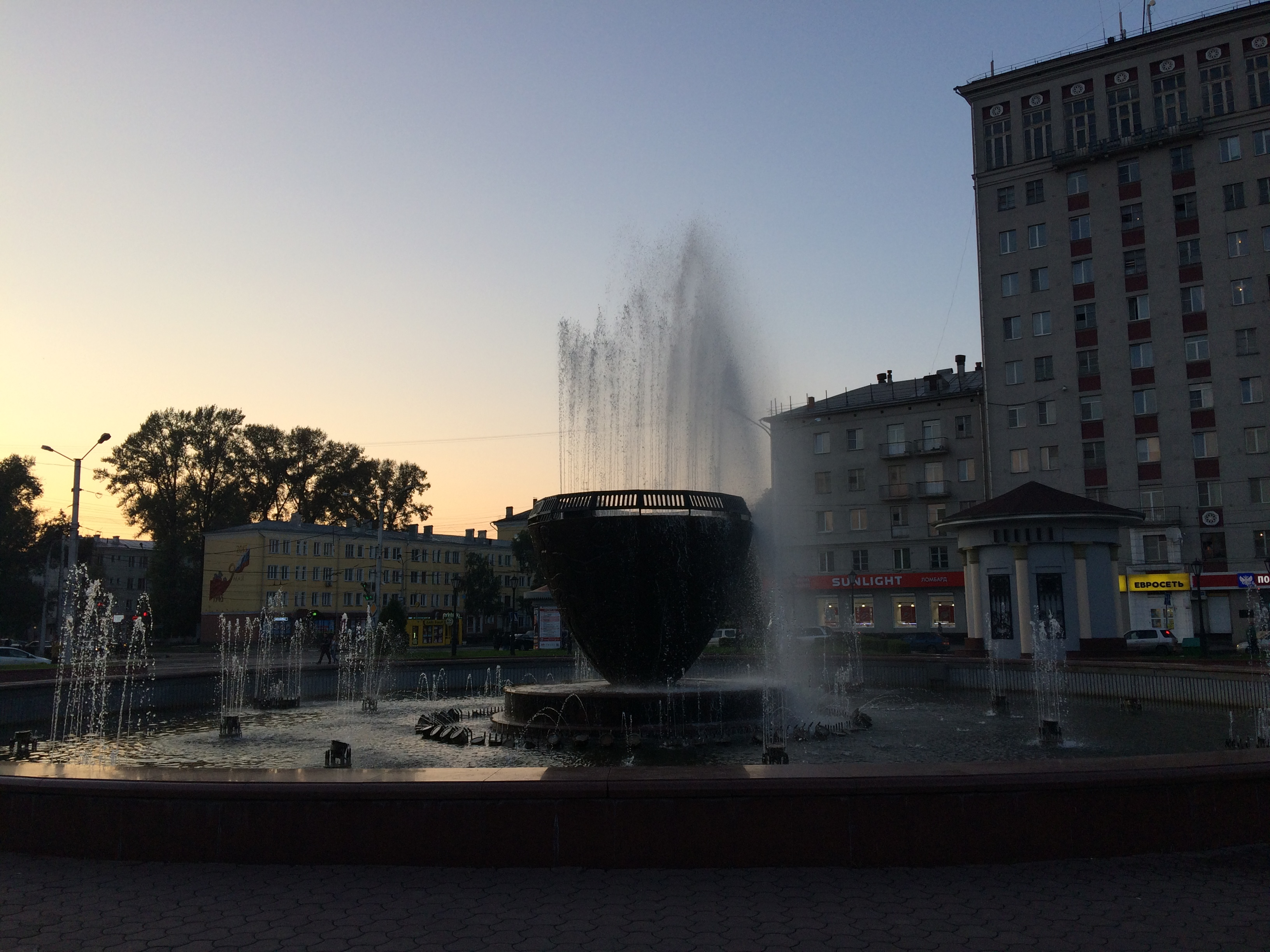
Самый старый действующий фонтан возле Драмтеатра

В 1934 году, в районе верхней колонии, строится первый в городе фонтан, а через 2 года, в Саду Металлургов, появляется фонтан «Бурильщики» (архитектор Герхардом Козелем, скульптор Андрей Гамулин). Летом 1965 года, перед зданием Драматического театра, начинает работать самый знаковый фонтан города с большой чашей в центре. В 1998 году, перед зданием администрации города, открывается светомузыкальный фонтан, а в 2003 году, на площади общественных мероприятий Новоильинского района, появляется большой каскадный фонтан. Самый последний, музыкальный фонтан «Танцующие струны», был построен в сквере Ермакова. Кроме того, фонтаны имеются (либо имелись) на производственных объектах (КМК, ЗСМК и др.)
В 1968—1971 годах создан новый генеральный план Новокузнецка, предусматривающий дальнейшее строительство новых городских районов, развитие улицы Кирова. Выстроены: гостиница «Новокузнецкая» (1970), Дом быта (1971), Центральная городская библиотека имени Н. В. Гоголя (1971), райком КПСС Центрального района (1972), цирк (1974), здание Администрации Новокузнецка, здание городского ЗАГСа. С 1968 года создаётся новый общегородской центр.
Памятники и мемориалы: «Борцам Революции» (гранит, 1963, архитектор Е. А. Авдеев и В. Ф. Казаков), И. П. Бардину (гранит, 1965, скульптор С. Д. Шапошников, архитектор Ю. Н. Гумбург), В. В. Маяковскому (чугун, 1967, скульптор Б. А. Плёнкин, архитектор В. П. Литвяков), Бульвар Героев с Вечным огнём, мемориальный комплекс на Площади Победы, также с Вечным огнём, стела «50 лет Новокузнецку», Монумент «Горький и Ленин» у бывшей гостиницы «Металлург» (ныне корпус НФИ КемГУ), Памятник «Дружба народов СССР».
После застоя 1990-х годов в городе возобновилось активное жилищное и коммерческое строительство. Начато в 2005—2008 годах и к 2021 году почти завершено строительство микрорайона «Новый город» между улицами Павловского, Тольятти, Запорожской, Ермакова. Активно развивается Новоильинский район города (построено несколько новых микрорайонов). Из вновь построенных зданий — здания торгово-развлекательных комплексов «Ника», «Континент», «Глобус» и «Парус» а также жилого комплекса «Изумрудный город», а также самый большой за Уралом торгово-развлекательный комплекс «Планета». Здание первого звукового кинотеатра Сибири «Коммунар» (построенного в 1934 году) реконструировано в качестве нового места дислокации Новокузнецкого театра кукол «Сказ» (после нескольких переносов и задержек открытие в новом здании состоялось 7 июня 2022 года).
Несмотря на то, что Новокузнецк сравнительно молодой город, в нём расположено 37 объектов культурного наследия различного значения, 43 памятника археологии, 3 мемориальных комплекса, более 70 памятных знаков и мемориальных досок.
Среди них есть объекты культурного наследия федерального значения:
1. Музей «Кузнецкая крепость».
2. Дом, в котором в 1857 году жил писатель Ф. М. Достоевский — Литературно-мемориальный музей Ф. М. Достоевского (Новокузнецк).
3. Кузнецкий металлургический комбинат им. В. И. Ленина: здание заводоуправления КМК.
4. Дворец культуры и техники КМК.
5. Пантеон — могила Курако, Михаила Константиновича (1872—1920).

### Музеи

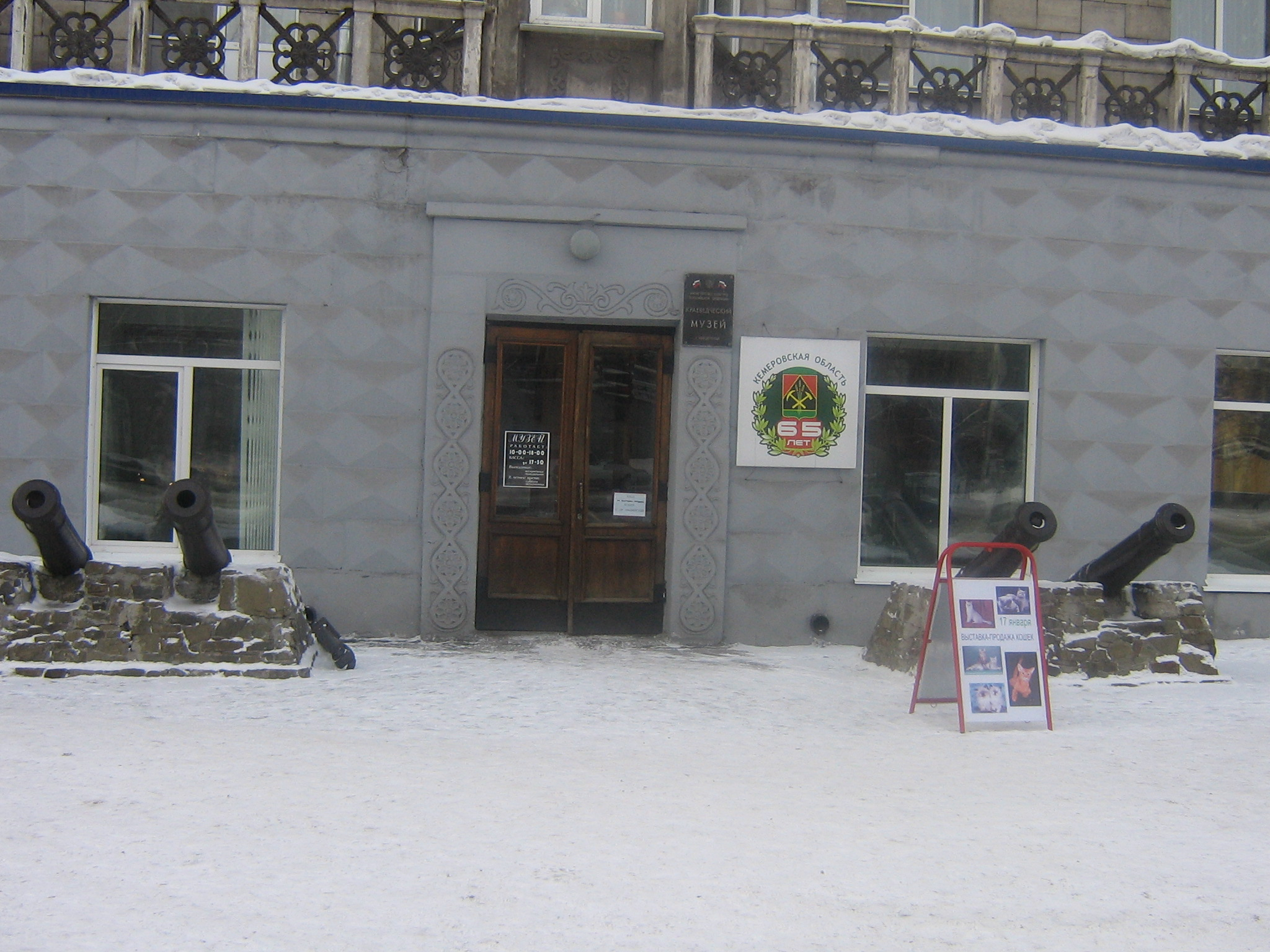
Новокузнецкий краеведческий музей

В Новокузнецке расположен Новокузнецкий краеведческий музей, экспозиции которого посвящены природным богатствам, животному и растительному миру Кузнецкого края. Основанный 7 ноября 1927 года, он является старейшим в Кемеровской области. Здесь проводятся лекции и экскурсии об истории, этнографии и археологии, революции и гражданской войне, Кузнецкстрое, ВОВ, современном развитии Новокузнецка. В музее находится уникальный экспонат: фрагмент деревянного креста, который, по рассказам старожилов, был подарен Кузнецку Петром I.
Большая художественная экспозиция находится в Новокузнецком художественном музее, который был открыт в 1961 году и является первым художественным музеем в области. В коллекцию музея входят собрания, связанные с местной художественной культурой, раритетные народные иконы бывшей Томской губернии, а также произведения русских художников конца XVIII-XIX (А. Венецианов, Т. Нефф, И. Левитан, Л. Туржанский) и XX веков (П. Петровичев, З. Серебрякова, Р. Фальк, А. Осьмёркин, А. Лентулов, П. Кузнецова, И. Грабарь, Е. Е. Моисеенко. В музее представлены и работы современных московских, а также сибирских живописцев: А. Поздеева, Н. Рыбакова, Н. Грицюка.
Экспозиция Новокузнецкого литературно-мемориального музея Ф. М. Достоевского рассказывает о любви Достоевского и М. Д. Исаевой, их венчании в городе и об отражении этих событий в творчестве писателя. Кроме того, музей располагает огромной библиотекой, имеется коллекция фотографий, театральных афиш, программ, связанных с произведениями писателя. Собран небольшой рукописный фонд.
Мемориальный музей боевой и трудовой славы кузнецких металлургов гордится своими экспонатами, количество которых превышает 2500 . Среди них — фотографии, подлинные документы и награды, личные вещи солдат, боевое снаряжение, извещения, осколки снарядов, трофеи, фронтовые письма, образцы военной продукции КМК.
В историко-архитектурном музее «Кузнецкая крепость» экспонируются выставки, посвящённые истории и археологии Новокузнецка. Проводятся экскурсии по старой крепости и территории бывшего Кузнецка. В доме купца Фонарёва, который расположен у подножья крепостной горы, находится филиал музея.
Кроме того, в городе открыты двери музея истории СибГИУ, народного музея семьи Рерихов, научно-технического музея им. академика И. П. Бардина, музея истории ЗСМК, территориального фонда информации по природным ресурсам и охране окружающей среды по Кемеровской области. В 2018 году открылся частный Музей автомототехники «Ретропарк».

### Театры
В городе четыре театра. Старейшими театральными коллективами Кузбасса являются Новокузнецкий драматический театр и Новокузнецкий театр кукол «Сказ».
Помимо вышеперечисленных театров, в Новокузнецке существует огненный театр «ШинХи», коллектив которого устраивает регулярные бесплатные уличные представления для всех желающих посмотреть на огненно-пиротехническое шоу. Уже более десяти лет жителей города радуют выступления театра-мюзикла «Седьмое утро».
В городе при Доме творческих союзов работает театр «Синтезис» . Также работает Камерный драматический театр «Понедельник» и Новокузнецкий социально-художественный театр «Театр артиста».

### Кинотеатры

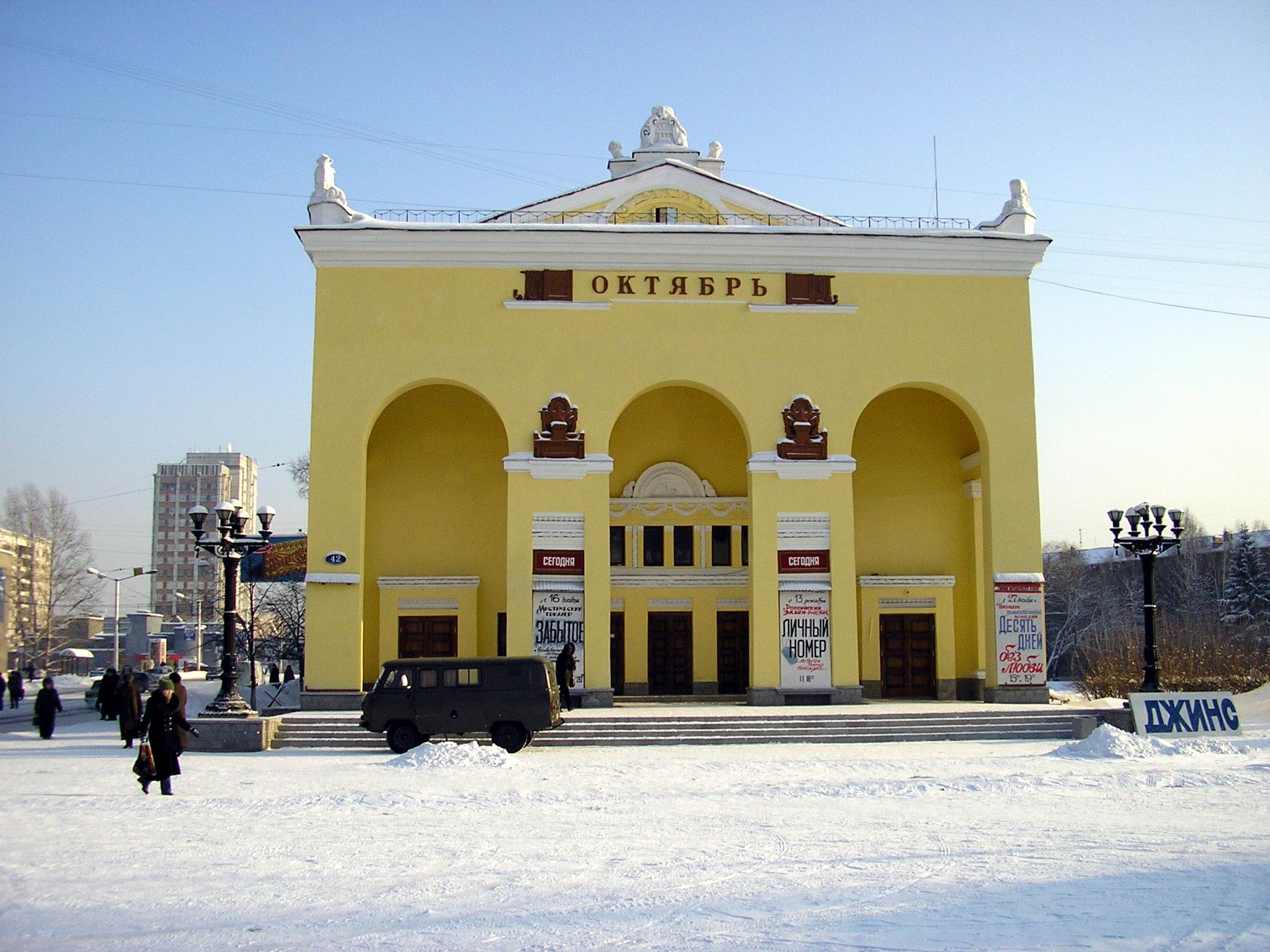
Кинотеатр «Октябрь»

До 1989 года в Новокузнецке было 10 кинотеатров, 9 из них закрылись, действует кинотеатр, сохранившийся с советских времён — «Октябрь». Первый звуковой кинотеатр открылся в 1933 году.
Современные кинозалы: «Планета Кино» (шесть кинозалов в ТРЦ «Глобус», два в ТРЦ «Парус», два ТРЦ «Полёт» и семь в ТРК «Сити Молл»), четыре кинозала «Кино им. Кино» в ТРЦ «Континент», восемь кинозалов «Формула Кино» в ТРЦ «Планета», включая единственный в Кемеровской области кинозал формата IMAX.

### Библиотеки
1 июня 2013 года Центральная городская библиотека имени Н. В. Гоголя с семнадцатью филиалами была объединена с Детской централизованной библиотечной системой Новокузнецка (Центральная детская библиотека с двенадцатью филиалами и информационно-досуговый центр) и переименована в Муниципальную информационно-библиотечную систему.
Опорная научно-техническая библиотека Новокузнецкого металлургического комбината им. Бардина.
Научно-техническая библиотека Западно-Сибирского металлургического комбината.
Библиотеки вузов, школ и предприятий.

### Другие учреждения культуры
Среди других учреждений культуры города — Новокузнецкий государственный цирк и "Культурно-методический центр «Планетарий» имени А. А. Фёдорова.

## Религия
В городе действует множество религиозных общин. Самая крупная и старейшая — православная.

### Православие

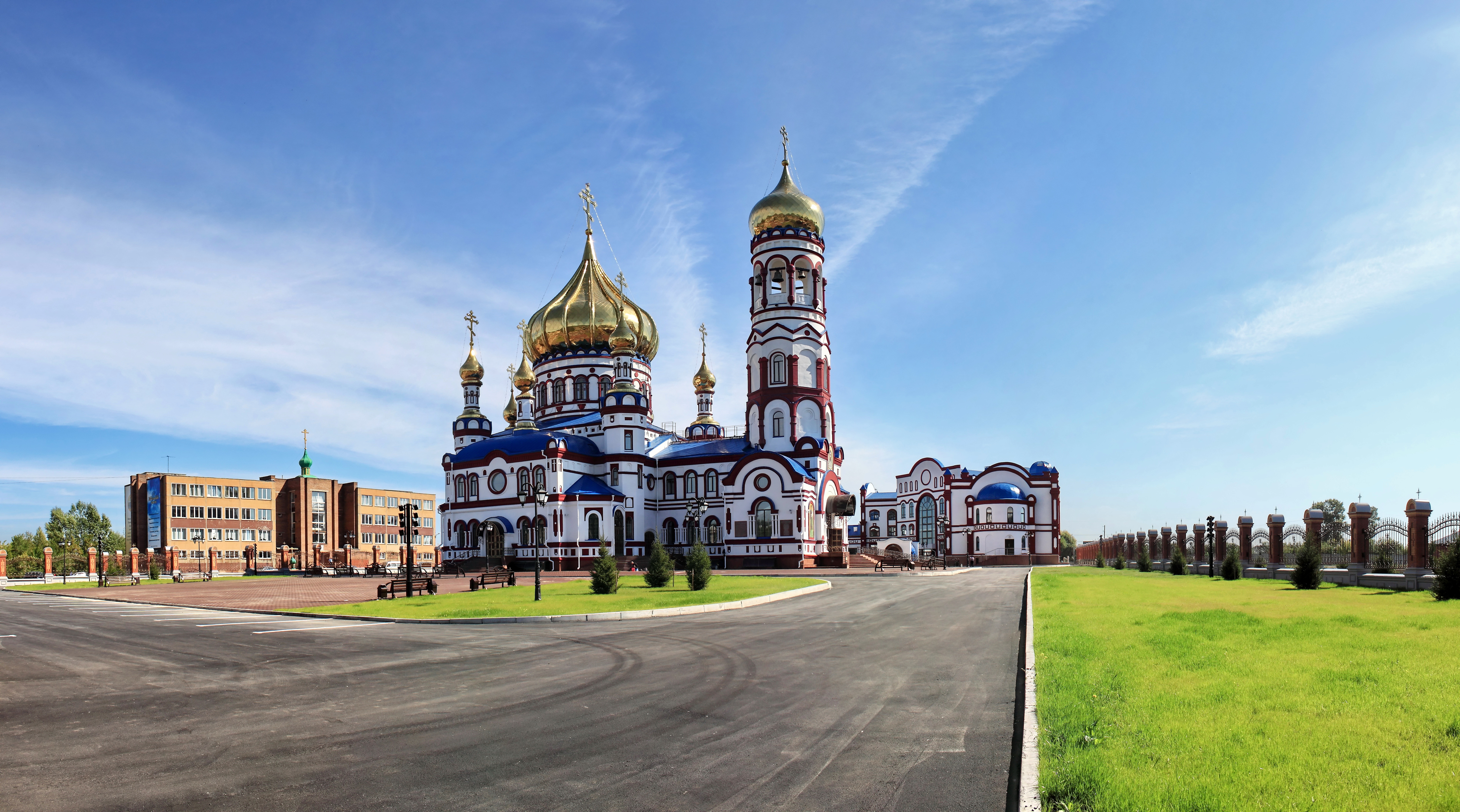
Храм Рождества Христова

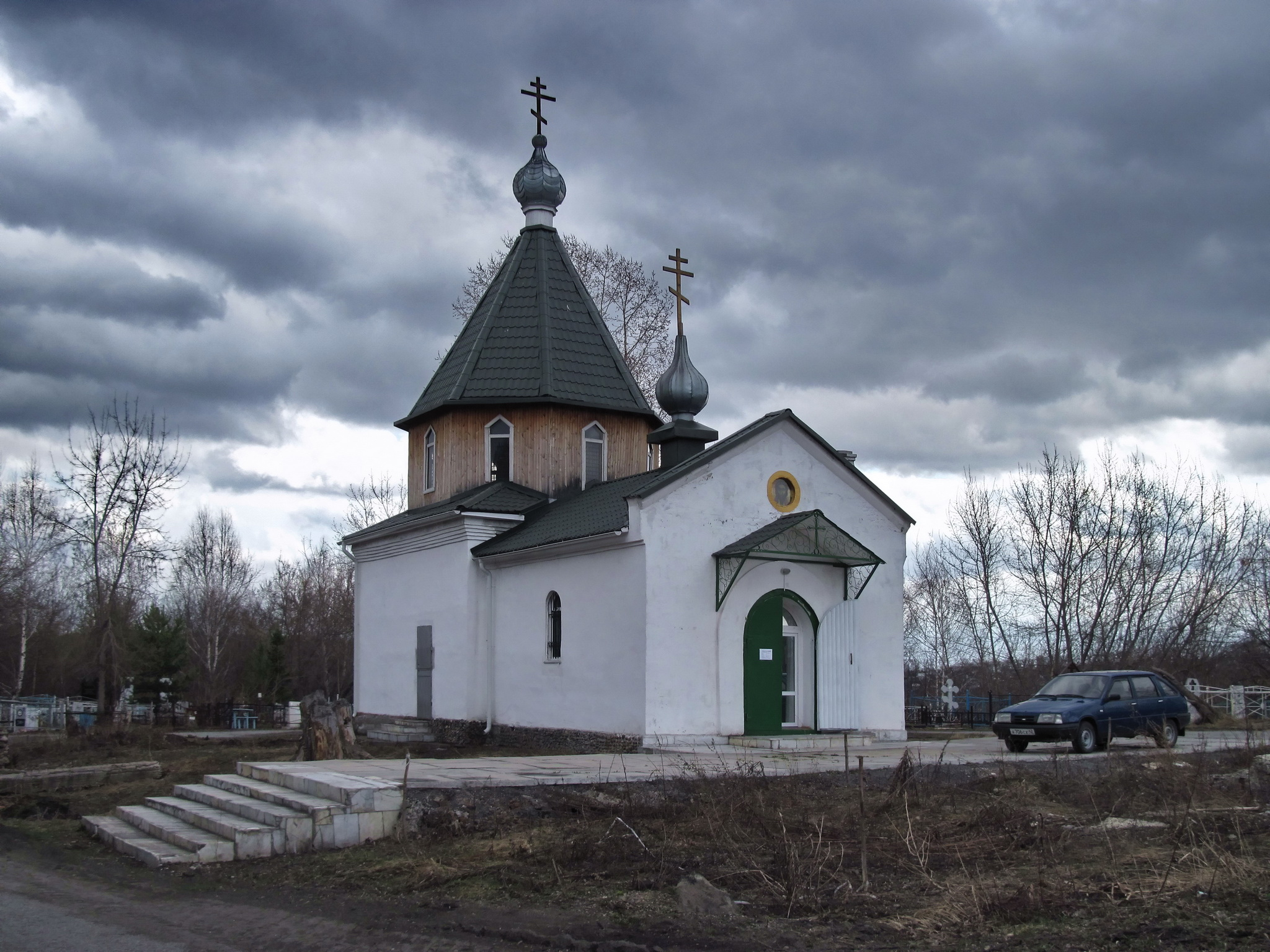
Церковь Воскрешения Праведного Лазаря

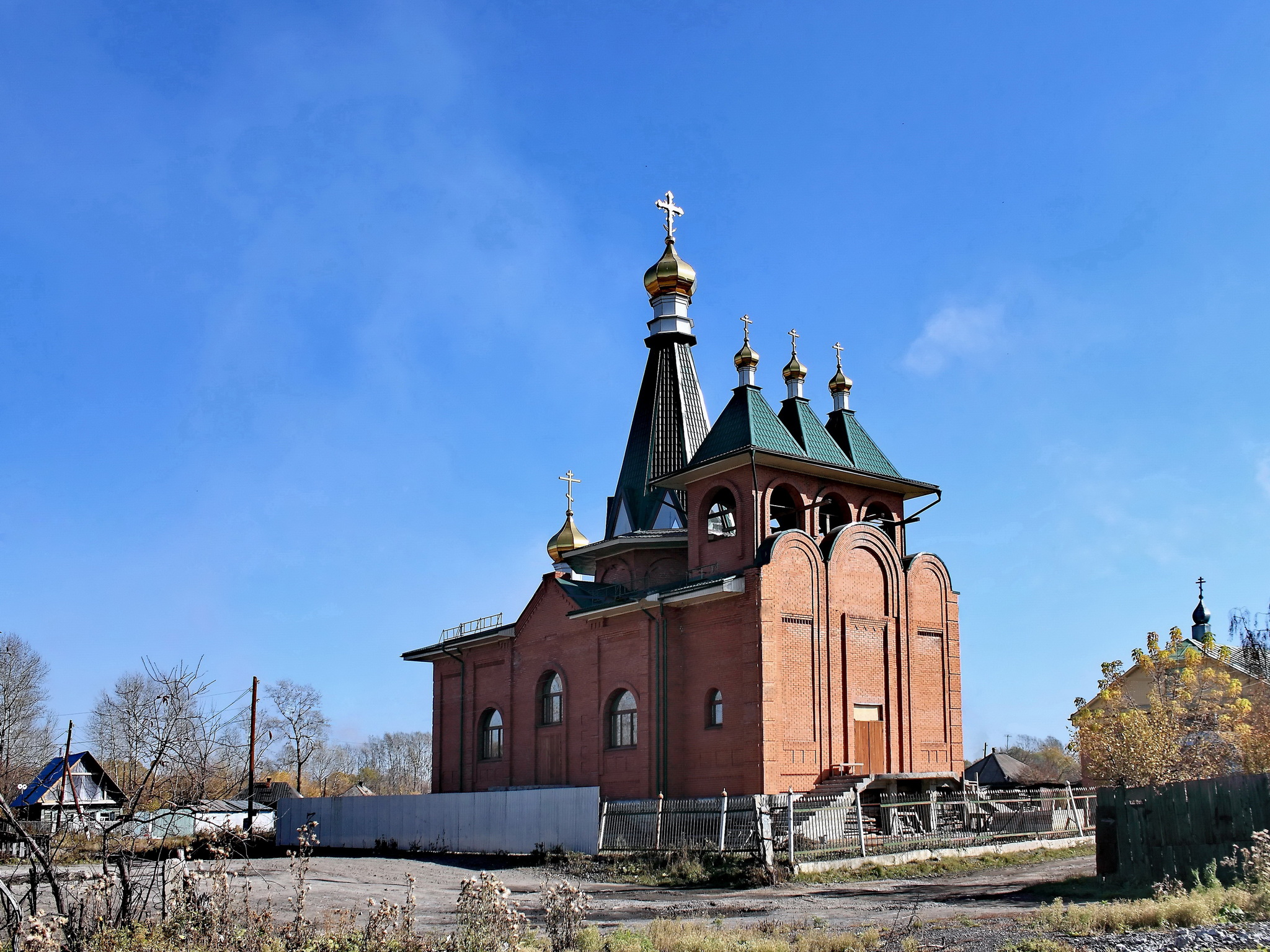
Свято-Никольская церковь

Приходы церквей, соборов и храмов города входят в пять новокузнецких благочиний Новокузнецкой и Таштагольской епархии Кузбасской митрополии Русской православной церкви (Московский Патриархат). В городе имеется 19 православных организаций:
1. Спасо-Преображенский собор. Первый храм Новокузнецка — деревянный Спасо-Преображенский собор (1618), который в 1835 году был перестроен в камне. На протяжении всех лет собор является главным храмом города[167].
2. Собор Рождества Христова. Храм-мемориал в честь Рождества Христова, возведённый в память о погибших шахтёрах. Самый большой храм Новокузнецка. Открыт 23 августа 2012 года[168][169]. 25 августа 2013 года в один из профессиональных праздников горожан — День шахтёра Патриарх Московский и всея Руси Кирилл освятил храм[170][171].
3. Храм святых апостолов Петра и Павла. В Петропавловском храме, построенном в 1999 году, хранится наперсный крест с частицей Креста Господня и более 20 частиц мощей святых, в числе которых частица мощей апостола Андрея Первозванного. При храме имеется библиотека с фондом более 700 экз., действует воскресная школа.

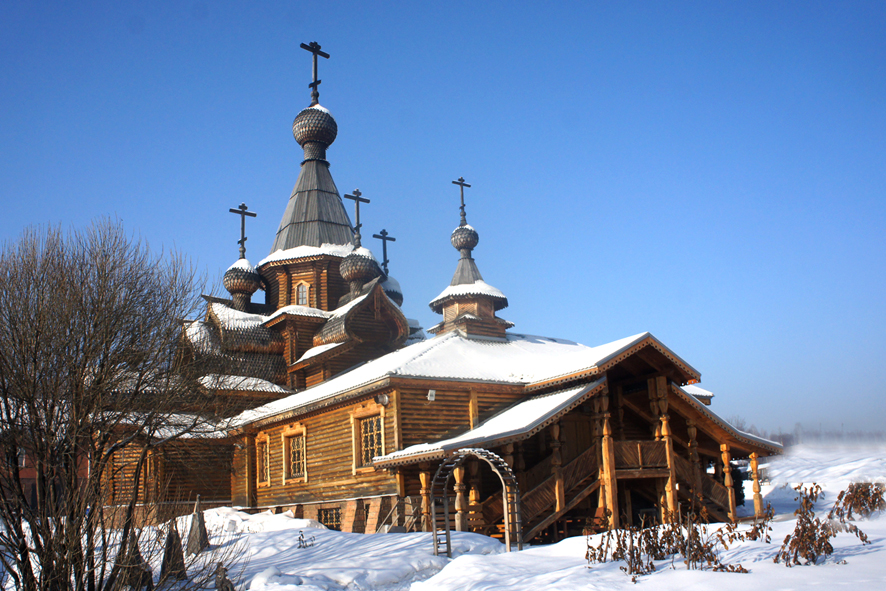
Храм Иоанна Воина

1. Храм святого мученика Иоанна Воина. Храм деревянный, расположен по ул. Доватора, 1. В храме ведётся отчитка[172].
2. Храм святых мучениц Веры, Надежды, Любови и Софии.
3. Церковь Святого Архистратига Михаила. С храмом связан трудный период возрождения православных церквей в Новокузнецке после 1917 года. Приход был открыт в 1947 году. Главными святынями храма являются две старинные иконы: образ Божией Матери Касперовской и великомученика Пантелеимона, а также новописаная икона мучеников младенцев Вифлеемских, частица мощей которых вставлена в иконный мощевик. В храме есть комната для готовящихся к таинству крещения. Действует трапезная для малоимущих, беженцев из среднеазиатских республик, беспризорных детей и бомжей. Приход сотрудничает с Городской Телефонной Службой Доверия, имеется «Православная Линия Телефона Доверия», с отделами культуры и общественных отношений Администрации города. При храме издаётся газета «Пастырь Добрый».
4. Церковь святого Георгия Победоносца. При храме Георгия Победоносца, построенном в 1995 году, действует сестричество.
5. Церковь святой великомученицы Екатерины. При храме действует воскресная школа, библиотека с фондом в 600 экз; строится каменный храм.
6. Церковь преподобного Сергия Радонежского.
7. Церковь святителя Николая.
8. Церковь Иверской иконы Божьей Матери.
9. Церковь святого праведного Иоанна Кронштадтского.
10. Церковь святых равноапостольных Кирилла и Мефодия.
11. Церковь святителя Софрония, епископа Иркутского.
12. Церковь святителя Иоанна, митрополита Тобольского.
13. Церковь блаженной Ксении Петербургской.
14. Церковь Воскрешения Праведного Лазаря
15. Православное Сестричество преподобномучениц Великой княгини Елисаветы и инокини Варвары.
16. Кузбасская православная духовная семинария. В 1994 году в городе создано Духовное училище, которое в 2007 году решением Священного Синода Русской православной церкви было преобразовано в Кузбасскую православную духовную семинарию[173], которая в октябре 2012 года была переименована в Кузбасскую православную духовную семинарию[174]. Ректор — митрополит Кемеровский и Прокопьевский Аристарх (Смирнов).
17. Одигитриевская часовня при Новокузнецком СИЗО. Построена недалеко от места разрушенной Одигитриевской церкви.

Также есть старообрядческая церковь в честь иконы Богородицы «Всем скорбящим радость», проезд Родниковый д. 1.

### Протестантизм
Российская Церковь Христиан Веры Евангельской «Свет Миру» Кузнецкий район, Народная 3а
- Централизованная религиозная организация Церковь Христиан Веры Евангельской Кемеровской области.
- Местная религиозная организация Христиан Веры Евангельской (пятидесятников) «Церковь Святой Троицы».
- Местная религиозная организация «Церковь на Камне» Христиан Веры Евангельской.
- Местная религиозная организация Церковь Христиан Веры Евангельской «Живая Вода» Ассоциации Независимых Церквей Христиан Веры Евангельской.
- Местная религиозная организация Церковь Христиан Адвентистов седьмого дня № 1.
- Местная религиозная организация Церковь Христиан Адвентистов седьмого дня № 2.
- Первая Новокузнецкая Церковь Евангельских Христиан Баптистов.
- Местная религиозная организация Церковь Христиан Веры Евангельской пятидесятников «Теофания» г. Новокузнецка.

### Католицизм

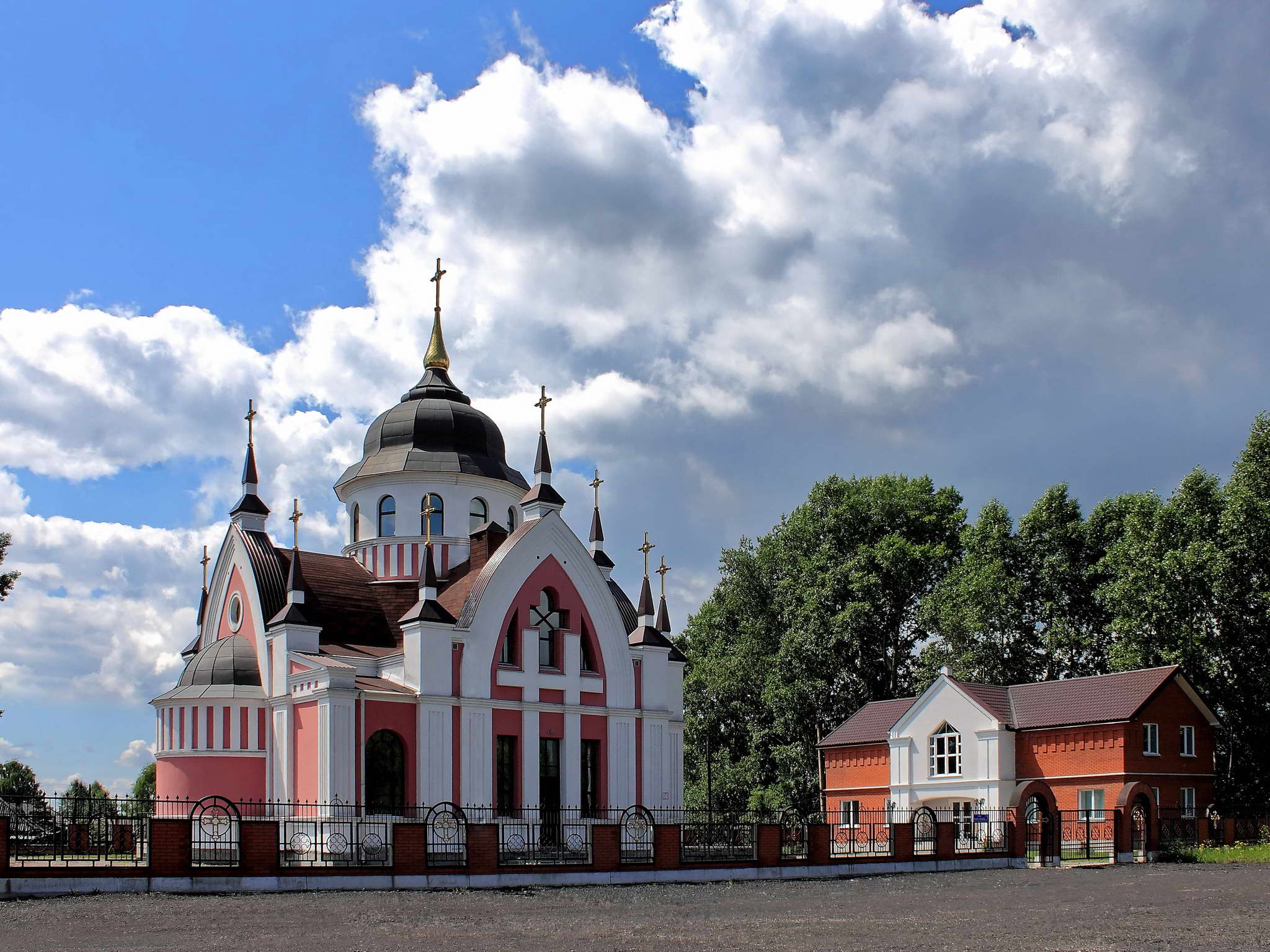
Католический храм св. Иоанна Златоуста

- Местная религиозная организация Греко-католический приход Пресвятой Богородицы Непорочного зачатия Католической Церкви.
- Местная религиозная организация Римско-католический приход Пресвятой Богородицы Непорочного Зачатия Католической Церкви.

Оба прихода проводят богослужения в Храме Святого Иоанна Златоуста.

### Свидетели Иеговы
С декабря 1993 года по август 2017, в Новокузнецке официально действовала организация «Свидетелей Иеговы», пока не была признана экстремистской.

### Ислам
- Местная религиозная организация мусульман «Чулпан» Духовного управления мусульман Кемеровской области.
- Местная религиозная организация мусульман «Абду Рахмон» Централизованной религиозной организации «Духовного управления мусульман Кемеровской области».

### Буддизм
- Религиозная группа «Дзэн группа имени мастера Стефана Гайслера». Это первая по времени возникновения буддийская группа.
- Религиозная группа «Новокузнецкая медитационная группа» (Тибето-монголо-бурятская традиция). Она входит в Объединение буддистов Кемеровской области.

### Иудаизм
В городе существует иудейская община объединяющая, по данным переписи 1994 года, около полутора тысяч евреев и состоящая из двух религиозных организаций:
- МРО «Еврейская община г. Новокузнецка»
- МРО «Религиозное Общество Современного (Прогрессивного) иудаизма г. Новокузнецка»

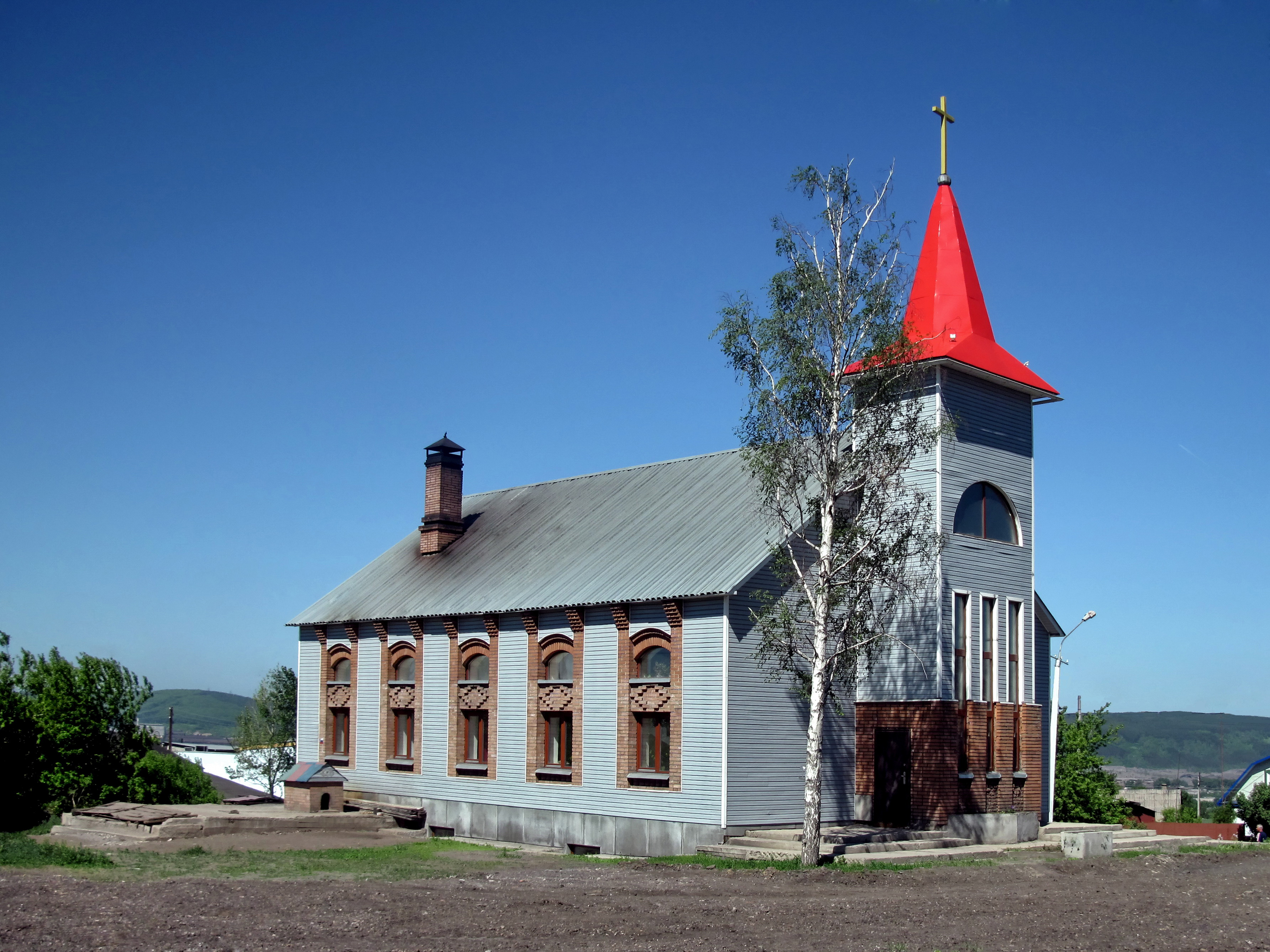
Церковь христиан—адвентистов Седьмого Дня

### Мормоны
С 2006 года организована религиозная группа Церкви Иисуса Христа Святых последних дней.

### Индуизм
Индуизм представлен многими группами: Международное общество сознания Кришны, Сахаджа-йога, Трансцендентальная медитация, Ананда Марга, ученики Шри Чинмоя, ученики Бхагавана Раджниша.

## Некоммерческие организации
В городе действуют профсоюзные организации (в т ч отделения Росуглепрофа, ГМПР). Действуют казачьи общества. Имеются адвокатские коллегии, правозащитные и экологические организации. Работает Союз предпринимателей Новокузнецка Архивная копия от 13 июля 2019 на Wayback Machine. В городе есть постоянно действующая команда КВН.

## Спорт

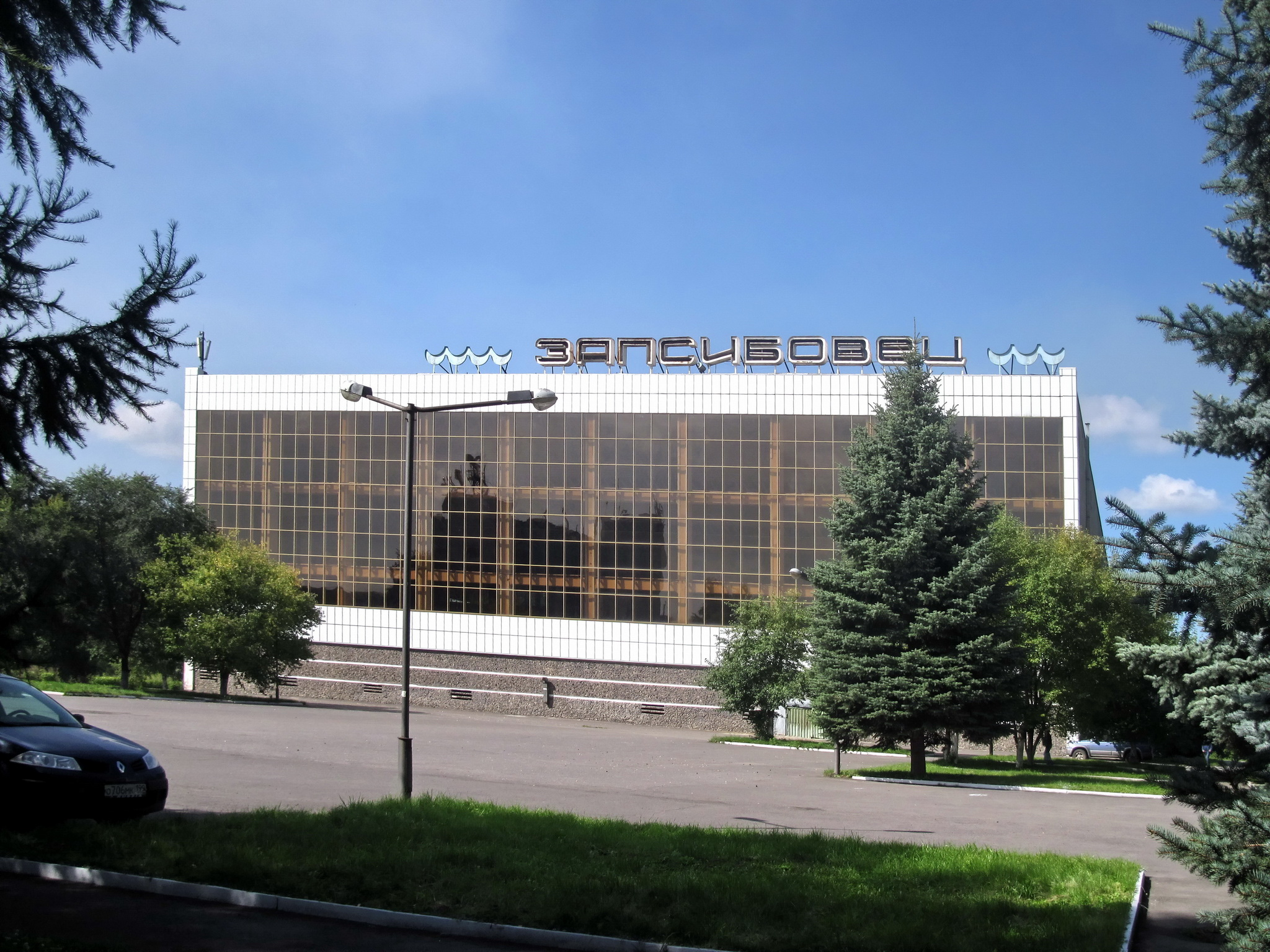
Бассейн «Запсибовец»

В Новокузнецке имеется Дворец спорта кузнецких металлургов, две малые ледовые арены в Центральном и Новоильинском районах, спортивные комплексы, стадионы, теннисные корты, плавательные бассейны, в том числе 50-метровый бассейн «Запсибовец», конные клубы, лыжные базы, в том числе горнолыжная трасса «Вираж» на Маяковой горе (в Заводском районе) и Таёжный горнолыжный комплекс в посёлке Листвяги.
В городе базируются спортивные клубы:
- ХК «Металлург»
- ФК «Новокузнецк»
- РК «Металлург»
- ЖРК «Буревестник»
- ГК «Кузбасс»
- ГОУДОД «ОСДЮСШОР по пулевой стрельбе»
- ОО «Федерация стрельбы из лука Кемеровской области»

К Новокузнецку относятся и проводимые с 2007 года в аэропорту «Спиченково» соревнования по дрег-рейсингу «Кузнецкая Жара», считающиеся одними из крупнейших на территории стран СНГ.
Новокузнецкая команда СибТранзит — участник высшей лиги по мини-футболу.
Участники Ночной хоккейной лиги — Евраз-Сибирь, Медведи, Сибшахтострой, Сталевары, Ферросплавы.

## Жильё и строительство

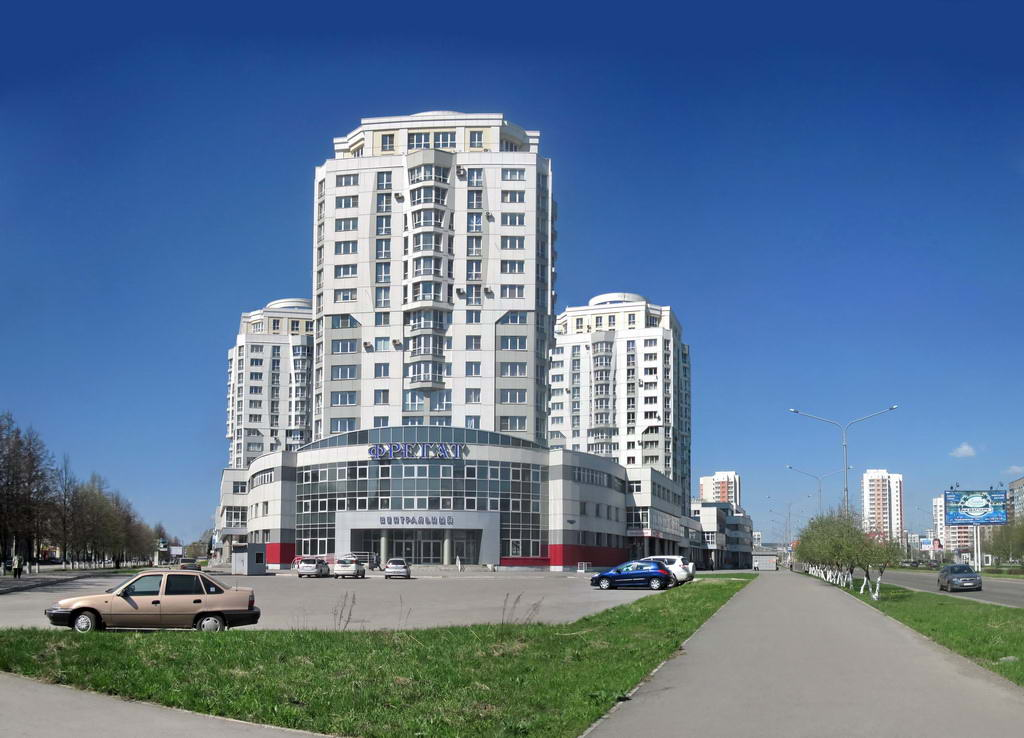
Жилой комплекс Фрегат

Основным типов домов в Новокузнецке являются пяти- и девяти этажные дома. В Центральном, Куйбышевском, Кузнецком, Орджоникидзевском и Заводском районах сохранились 2-, 3-, 4-этажные дома постройки 1920-х-1940-х годов. Велика доля частного сектора в Куйбышевском, Кузнецком и Орджоникидзевском районах. В IV квартале 2011 года был сдан первый в городе 25-этажный дом.
Некоторые улицы в городе имеют особенности:
- Нумерация домов по улице Разведчиков в Орджоникидзевском районе по чётной и нечётной сторонам идёт в разнонаправленные стороны: по нечётной стороне от проспекта Шахтёров к Зыряновской улице, а по чётной стороне — наоборот.
- Дома по проспекту Дружбы располагаются неверно: чётная сторона расположена слева, а нечётная — справа.
- Гужевая улица в Куйбышевском районе и параллельна сама себе, и перпендикулярна, и даже трижды пересекает сама себя.
- Проезд Малышей в Центральном районе состоит из всего двух трёхэтажных домов (№ 2 и № 3). Все окрестные дома принадлежат либо к улице Покрышкина, либо к проспекту Строителей.
- улица Водная в Центральном районе состоит из одного дома № 33.

### Строительные организации
- Кузнецкпромстрой в советские годы строил КМК, Кузнецктяжстрой в советские годы строил алюминиевый и ферросплавный заводы, Кузнецкметаллургстрой строил Запсиб. Жилищное строительство в Новокузнецке осуществляли НДСК имени Косилова, и Южкузбасстрой. После банкротства НДСК имени Косилова («Новокузнецкого домостроительного КОМБИНАТА») действует организация с тем же сокращенным, но с другим полным названием («Новокузнецкая домостроительная КОМПАНИЯ»). После банкротства ООО «СК ЮжКузбасСтрой» его объекты достраивает ООО "УК «Союз».

### Кладбища
Старейшими и наиболее крупным кладбищами городя являются Кузнецкое (Кузнецкий район) и Редаковское (Куйбышевский район). Также существуют Митинское (на территории Новокузнецкого района), Байдаевское, Новоильинское и Абашевское (закрыто для захоронений) кладбища. С 2002 года начинает работать крематорий.

## Средства массовой информации Новокузнецка
Печатные издания Новокузнецка представлены газетами и журналами.
Газеты:
- «Кузнецкий рабочий»,
- «Металлург Запсиба»,
- «Кузнецкий мост»,
- «Франт-Объявления» (реклама),
- «Кузнецкий пенсионер»,
- «Отличная реклама» (реклама),
- «Новокузнецк» (общественно-политическая).

Журналы:
- литературно-художественным журналом «Союз писателей»,
- федеральным журналом о бизнесе «Стандарт качества».

Местные программы телевидения: ГТРК Кузбасс (на телеканалах Россия 1 и Россия 24), ТВН (сетевой партнёр Продвижение), 10 канал, Ново-ТВ, Новокузнецкое интернет-телевидение. В Новокузнецке осуществляется эфирное вещание федеральных каналов Первый канал, Россия 1, Матч ТВ, НТВ, Пятый Канал, ТВ Центр, Звезда, Ю, а также ведётся вещание первого и второго мультиплексов цифрового телевидения России на 53 и 41 каналах соответственно.
Местное радиовещание представлено радиостанциями «Апекс-Радио» (FM 100,5) и «Кузбасс FM» (FM 102,0). Остальные транслируемые в городе станции сетевые, которые вещают как на собственных частотах («Юмор ФМ», «Спорт FM»/«Studio 21», «Детское Радио», «Радио Мир», «Ретро FM», «Серебряный дождь», «Наше радио», «DFM»), так и на частотах местных вещателей («Милицейская волна», «Европа Плюс», «Русское Радио», «Авторадио», «Маяк», «Дорожное радио», «Шансон», «NRJ», «Вести ФМ», «Радио России», «Радио Дача» и «Радио Ваня»).

## Люди, связанные с Новокузнецком
Некоторое время в Кузнецке работал исследователь Сибири Г. И. Спасский, впоследствии (1810) избранный членом-корреспондентом Императорской Академии наук. Ф. М. Достоевский. он обвенчался с Марией Исаевой в русской православной церкви в Кузнецке. В городе имеется мемориальный музей — дом Ф. М. Достоевского, его именем названа одна из улиц. Советский поэт В. В. Маяковский никогда не был в Кузбассе, но одна из площадей Новокузнецка носит его имя, и связано это с тем, что перу поэта принадлежит стихотворение, в котором он восхищался энтузиазмом рабочих Кузнецкстроя и будущим обликом обновлённого города:

Я знаю — город будет, я знаю — саду цвесть, когда такие люди в стране в советской есть!— Маяковский В. В. «Рассказ Хренова о Кузнецкстрое и о людях Кузнецка». — М., 1958. — Т. 10, с. 128—131
Ряд улиц города назван в честь прославленных деятелей металлургии — тех, кто по образному выражению поэта-новатора «в сотню солнц мартенами воспламенил Сибирь»: И. П. Бардина, М. К. Курако, Л. С. Климасенко. Среди известных металлургов, работавших в городе, был также Я. В. Дашевский — главный технолог проекта и один из руководителей строительства Кузнецкого завода ферросплавов.
В Кузнецке родился В. И. Полосухин, герой обороны Москвы в 1941 году, командир 32-й Сибирской стрелковой дивизии. Отсюда ушли на фронт Вера Соломина и Герои Советского Союза Иван Герасименко, Александр Красилов и Леонтий Черемнов, повторившие подвиг А. Матросова.
Город подарил России плеяду известных деятелей культуры и искусства. В их числе — оперный певец Б. Т. Штоколов (народный артист СССР), певица и актриса Елена Камбурова (народная артистка России), исполнительница русских народных песен и композитор Е. Смольянинова (заслуженная артистка РФ), танцор и балетмейстер В. А. Шубарин (заслуженный артист РФ); здесь родились театральный режиссёр Лев Додин, советский киноактёр Ф. Яворский, актёр театра и кино Владимир Машков (народный артист России) (родился в г. Тула, в конце 1960-х годов семья Машковых переехала в Новокузнецк), артист эстрады и киноактёр Михаил Евдокимов (заслуженный артист РФ). В городе жил и работал продолжительное время известный писатель Гарий Немченко. В Новокузнецке начали свою творческую деятельность художник-авангардист Эдуард Леонидович Зеленин, фотограф Николай Сергеевич Бахарев; среди других выдающихся художников, чья деятельность связана с этим городом, можно назвать Александра Васильевича Суслова, Николая Алексеевича Ротко. Серией фильмов, фотографий и акварелей, посвящённых Кузнецкому Алатау и Гималаям, стал известен новокузнецкий путешественник, режиссёр и высотный оператор Сергей Шакуро. В городе родились академики Шунков и Миронов.
Среди прославленных спортсменов, связанных с Новокузнецком, выделяются:
- советский футболист, нападающий и тренер Анатолий Зинченко — первый советский легионер
- хоккеисты Сергей Зиновьев[* 6] , Сергей Бобровский[* 7] и Кирилл Капризов
- боксёр Михаил Алоян[* 8]
- баскетболист Никита Моргунов[* 9]
- регбист Алексей Соловьёв
- тяжелоатлеты Евгений Чигишев (вице-чемпион Олимпийских игр в Пекине) и Валерий Устюжин (чемпион мира и заслуженный мастер спорта СССР — 1974 год)
- мастера спорта по настольному теннису Сергей Поддубный[* 10] и Кирилл Скачков[* 11]
- американский шахматист российского происхождения Гата Камский, обладатель Кубка мира 2007 года
- борец греко-римского стиля Владимир Манеев, чемпион мира по греко-римской борьбе, серебряный призёр Олимпийских игр (1956), первый заслуженный мастер спорта в Сибири.

В Новокузнецке учился и продолжительное время работал российский предприниматель, миллиардер В. Лисин.
Новокузнецкий предприниматель Александр Говор в 2022 году стал владельцем бизнеса ушедшей из России компании McDonald’s, приобретённая им сеть ресторанов быстрого питания переименована во «Вкусно — и точка» и головная компания холдинга зарегистрирована в городе Новокузнецке.
В Новокузнецке родились основатели музыкальной группы Shortparis — Николай Комягин, Александр Ионин и Павел Лесников, художник Пётр Маслов, доктор экономических наук, почётный профессор Санкт-Петербургского института биорегуляции и геронтологии СЗО РАМН Виктор Литуев.
С 2015 года знаменитости, имеющие отношение к Новокузнецку, стали увековечиваться в граффити-портретах. Первым стал 10-метровый портрет В. В. Маяковского (ул. Энтузиастов, дом 33), большая часть остальных портретов на домах улицы Кирова (академик и металлург И. П. Бардин, поэт и исполнитель В. С. Высоцкий, актёр В. Л. Машков, герои ВОВ Красилов, Черемнов и Герасименко, ректор СибГИУ Н. В. Толстогузов, известный шахтёр, дважды герой соцтруда Е. Дроздецкий), и один портрет размещён в Кузнецком районе, вблизи от дома-музея и ныне не существующей Одигитриевской церкви — Ф. М. Достоевский (ул. Народная, 53).
В период 2021—2023 гг. в Новокузнецком театре кукол «Сказ» работал актёр театра и кино поэт, драматург, публицист Николай Шарифулин.

## Города-побратимы
- Бирмингем
- Питтсбург[190]
- Нижний Тагил[191]
- Даллас

### Бывшие города-побратимы
- Запорожье

## Нумизматика и филателия
4 июня 2018 года Банк России выпустил в обращение памятную серебряную монету номиналом 3 рубля «400-летие основания Новокузнецка»
В 2023 году Банк России выпустил в обращение монету номиналом 10 рублей из серии «Города трудовой доблести», посвящённая Новокузнецку.

7 июля 2018 года была выпущена почтовая марка, посвящённая 400 лет г. Новокузнецку.

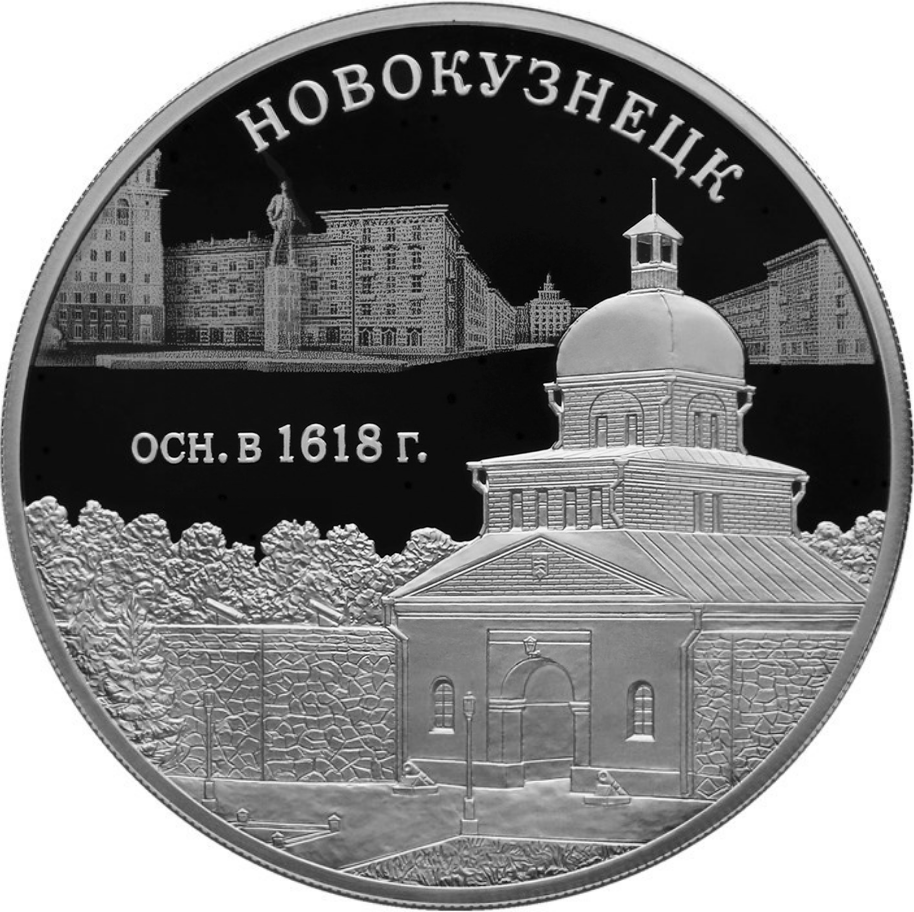
«400-летие основания Новокузнецка». 2018 год.
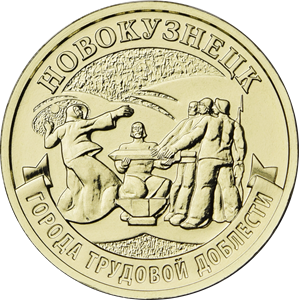
«Город трудовой доблести».  2023 год.
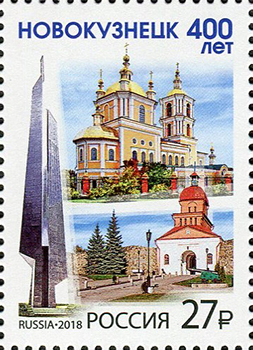
Почтовая марка. 2018 год.